# Rosa Luxemburg
Pour les articles homonymes, voir Luxembourg (homonymie).
Rosa Luxemburg (prononcé : /ˈʁoːza ˈlʊksəmbʊɐ̯k/  ),  en polonais Róża Luksemburg (/ˈruʐa ˈluksɛmburk/), parfois retranscrit, à tort, en français, Rosa Luxembourg, née Rozalia Luksenburg le 5 mars 1871 à Zamość en Pologne (dans l'Empire russe) et morte assassinée le 15 janvier 1919 à Berlin en Allemagne, est une militante socialiste et communiste, et une théoricienne marxiste.
Née sujette polonaise de l'Empire russe, elle s'exile en Suisse pour suivre des études, puis prend la nationalité allemande afin de poursuivre en Allemagne son militantisme socialiste. Figure de l'aile gauche de l'Internationale ouvrière, révolutionnaire et partisane de l'internationalisme, elle s'oppose à la Première Guerre mondiale, ce qui lui vaut d'être exclue du Parti social-démocrate d'Allemagne (SPD). Elle cofonde la Ligue spartakiste, puis le Parti communiste d'Allemagne. Deux semaines après la fondation de ce dernier, le 15 janvier 1919, elle meurt à Berlin, assassinée par des corps francs chargés par Gustav Noske, ministre SPD de la Défense, d'écraser la révolte spartakiste pendant la révolution allemande.
Ses idées ont inspiré des tendances de la gauche communiste et donné naissance, a posteriori, au courant intellectuel connu sous le nom de luxemburgisme. L'héritage de Rosa Luxemburg a cependant été revendiqué, de manière contradictoire, par des mouvances politiques très diverses.

## Biographie

### Enfance et jeunesse en Pologne
Rozalia Luksemburg (la forme Luksenburg apparaît aussi) est née le 5 mars 1870, ou plus probablement en 1871, dans la ville polonaise de Zamość, dans le gouvernement de Lublin.
Elle est le cinquième enfant d'une famille juive aisée vivant dans la partie orientale de l'actuelle Pologne, alors territoire de l'Empire russe. Ses parents sont le marchand de bois Eliasz Luksenburg et sa femme Line (née Löwenstein). En 1873, Eliasz Luksenburg ayant fait de mauvaises affaires et espérant améliorer sa situation en ville, la famille emménage à Varsovie, ce que Rozalia Luksemburg, âgée de trois ans, vit péniblement. Alors qu'elle est âgée de cinq ans, on lui diagnostique par erreur une tuberculose osseuse ; il est probable qu'elle souffrait d'une forme de luxation. Sa famille lui fait plâtrer la jambe et elle garde le lit toute une année. Lorsqu'elle est déplâtrée, l'enfant a une jambe plus courte que l'autre : elle souffre ensuite, sa vie durant, d'une forte claudication.
La jeune fille fréquente à Varsovie, à partir de 1880, le deuxième lycée de jeunes filles : elle y est admise malgré l'existence d'un quota maximal de juifs acceptés chaque année, en fonction d'un système de notation plus exigeant que pour les non-juifs. Elle prend alors pour la première fois conscience de son statut de juive et de la discrimination qui y est rattachée. En 1881, un pogrom éclate à Varsovie : la famille s'en sort indemne, mais Rozalia demeure profondément marquée par cette confrontation avec les conséquences de l'antisémitisme. Elle grandit par ailleurs dans un milieu familial petit-bourgeois, qu'elle juge peu exaltant. En grandissant, Rozalia ne se sent proche d'aucun de ses parents, son père, homme d'affaires peu avisé, n'étant en rien un modèle pour elle. Elle se sent en outre étrangère à la communauté juive polonaise, qu'elle n'apprécie guère.
Le 14 juin 1887, elle quitte le lycée, obtenant la mention A (très bien) dans quatorze matières, l'appréciation d'ensemble étant « très bien ». Son bulletin scolaire indique le nom Rosalie Luxenburg, retranscription russe de son patronyme polonais.

### Débuts politiques en Pologne et en Suisse
L'intérêt de la jeune fille pour la politique est difficile à dater : la lecture des œuvres d'Adam Mickiewicz semble lui avoir donné le goût de l'idéalisme et lui avoir insufflé le désir de changer le monde. Dès sa sortie du lycée, elle intègre un groupe socialiste clandestin qui soutient le programme de l'organisation révolutionnaire Prolétariat et ambitionne de fonder un parti ouvrier. En 1889, le climat politique menaçant en Pologne l'incite à partir étudier en Suisse, où se retrouvent alors de nombreux étudiants polonais engagés et, plus largement, des révolutionnaires européens exilés.
Le 18 février 1889, arrivée en Suisse, elle se fait enregistrer à la municipalité d'Oberstrass, dans les environs de Zurich, en orthographiant son nom Luxemburg, retranscription plus « cosmopolite » qu'elle conserve par la suite. Elle loue une chambre chez un vieux militant socialiste allemand recommandé par des amis, Karl Lübeck, chez qui elle découvre la presse du SPD. Elle se lie à divers militants socialistes et rencontre, parmi les exilés politiques, le théoricien marxiste russe Gueorgui Plekhanov, qui l'intimide alors beaucoup. La jeune femme n'est pas encore sûre de l'étendue de sa vocation militante.

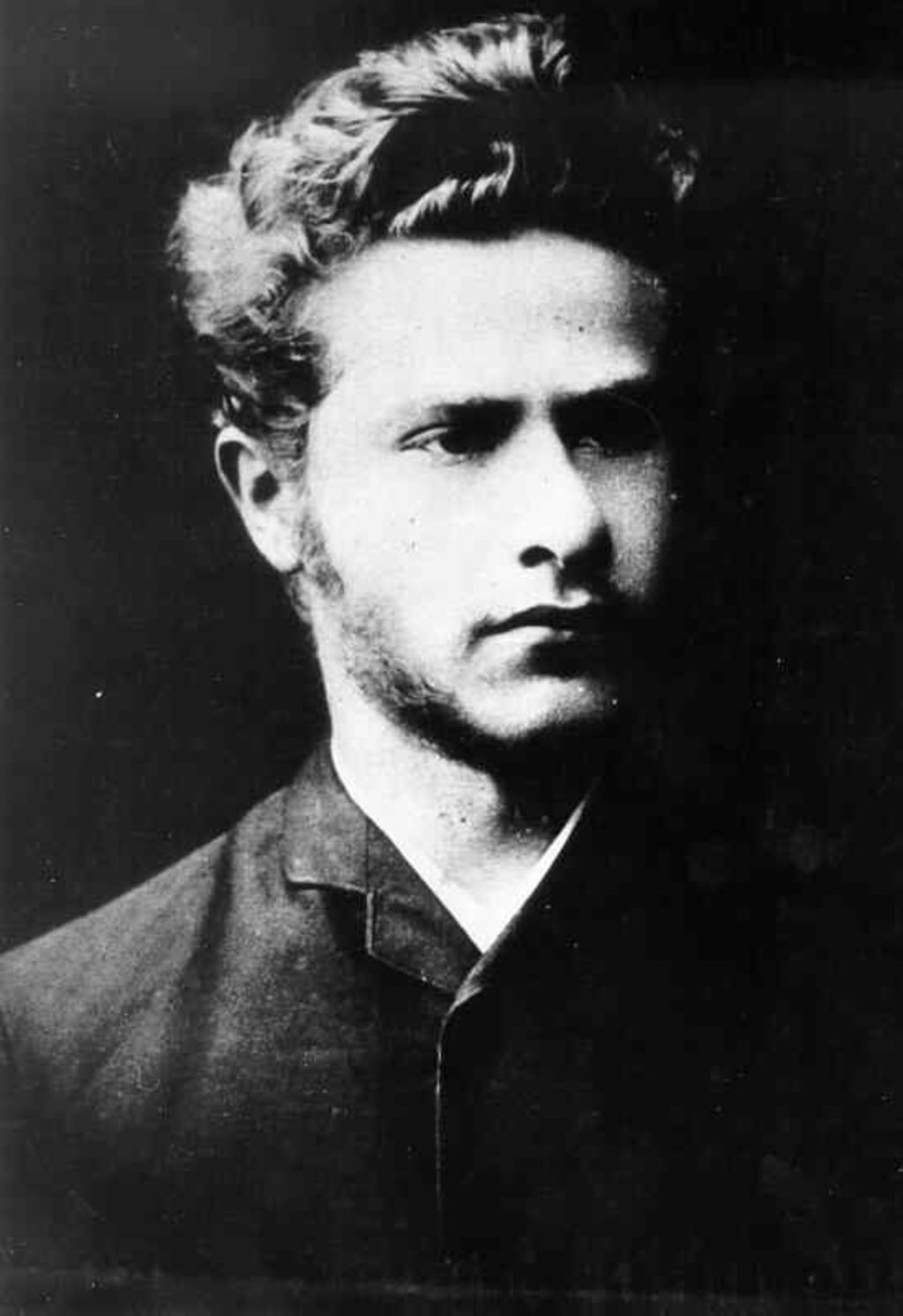
Leo Jogiches en 1890.

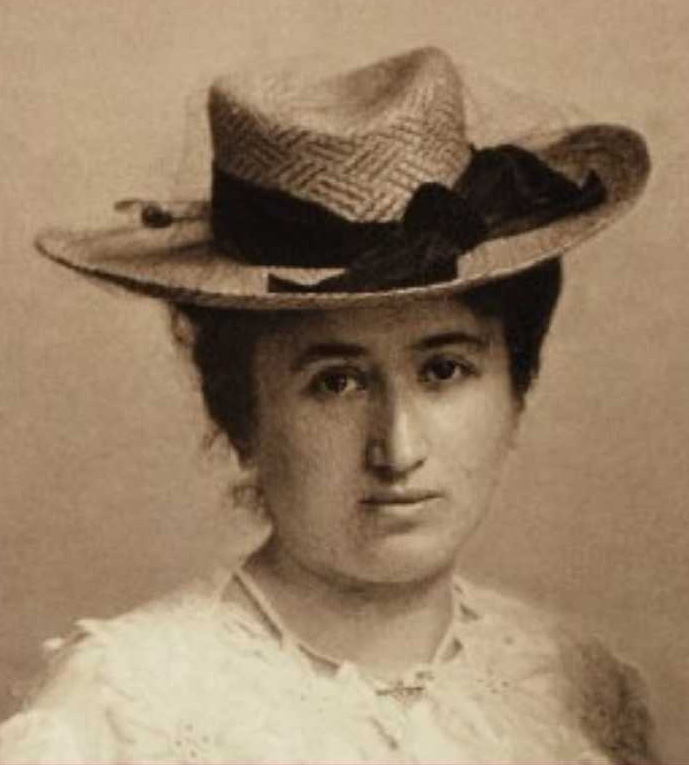
Rosa Luxemburg dans les années 1895-1900.

À l'automne 1890, Rosa Luxemburg fait la connaissance de Leo Jogiches, militant d'origine lituanienne qui bénéficie déjà d'une forte réputation dans le milieu socialiste. Rosa Luxemburg et Leo Jogiches entament une liaison, et la jeune femme abandonne, sous l'influence de son amant, l'étude des sciences naturelles au profit de l'économie, de la philosophie et du droit. La rencontre de Leo Jogiches bouleverse la vie de Rosa Luxemburg, qui s'adonne désormais tout entière à la politique, sans délaisser pour autant ses études. En 1892, elle entraîne Jogiches, qui se trouve alors isolé parmi les révolutionnaires russes, dans l'aventure de la création d'un parti politique polonais. Rosa Luxemburg s'écarte de Karl Marx sur la question de la souveraineté polonaise, à laquelle elle n'est pas favorable : pour elle, l'appartenance à une nation divise les ouvriers au lieu de les unir, et les ouvriers polonais et russes doivent au contraire unir leurs forces ; dans cette optique, le prolétariat polonais n'aurait rien à gagner dans son appartenance à un « État bourgeois » indépendant. La révolution en Pologne lui parait devoir s'inscrire dans un but plus large, celui du renversement de l'absolutisme en Russie : la renaissance de la Pologne en tant que nation aurait donc pour conséquence de retarder la fin du tsarisme en Russie, en allant à l'encontre de l'unité du prolétariat de toutes les nations de l'Empire russe. Pour Rosa Luxemburg, ce n'est qu'une fois ce but prioritaire réalisé, et une république démocratique substituée au tsarisme, que pourrait se réaliser une libération nationale polonaise, qui apporterait ensuite aux Polonais le droit de s'administrer eux-mêmes.
En 1893, Rosa Luxemburg fonde, de concert avec Leo Jogiches et Julian Marchlewski, la Social-démocratie du royaume de Pologne (SDKP, rebaptisée en 1900 Social-démocratie du royaume de Pologne et de Lituanie — Socjaldemokracja Królestwa Polskiego i Litwy, soit SDKPiL — lors de l'alliance avec des socialistes lituaniens) qui se pose en parti rival du Parti socialiste polonais (PPS), créé en 1892 et qui, au contraire, milite pour l'indépendance de la Pologne. La SDKP compte à ses débuts deux cents membres. Les subsides de la mère de Leo Jogiches aident à financer un journal, La Cause ouvrière, dont Rosa Luxemburg est rédactrice en chef, signant par ailleurs une grande partie des articles sous divers pseudonymes. En août 1893, Rosa Luxemburg fait sa première intervention en public au congrès de l'Internationale ouvrière, au cours duquel elle plaide pour la reconnaissance de la SDKP. Sa première tentative échoue, mais la SDKP est reconnue en 1896 par l'Internationale.

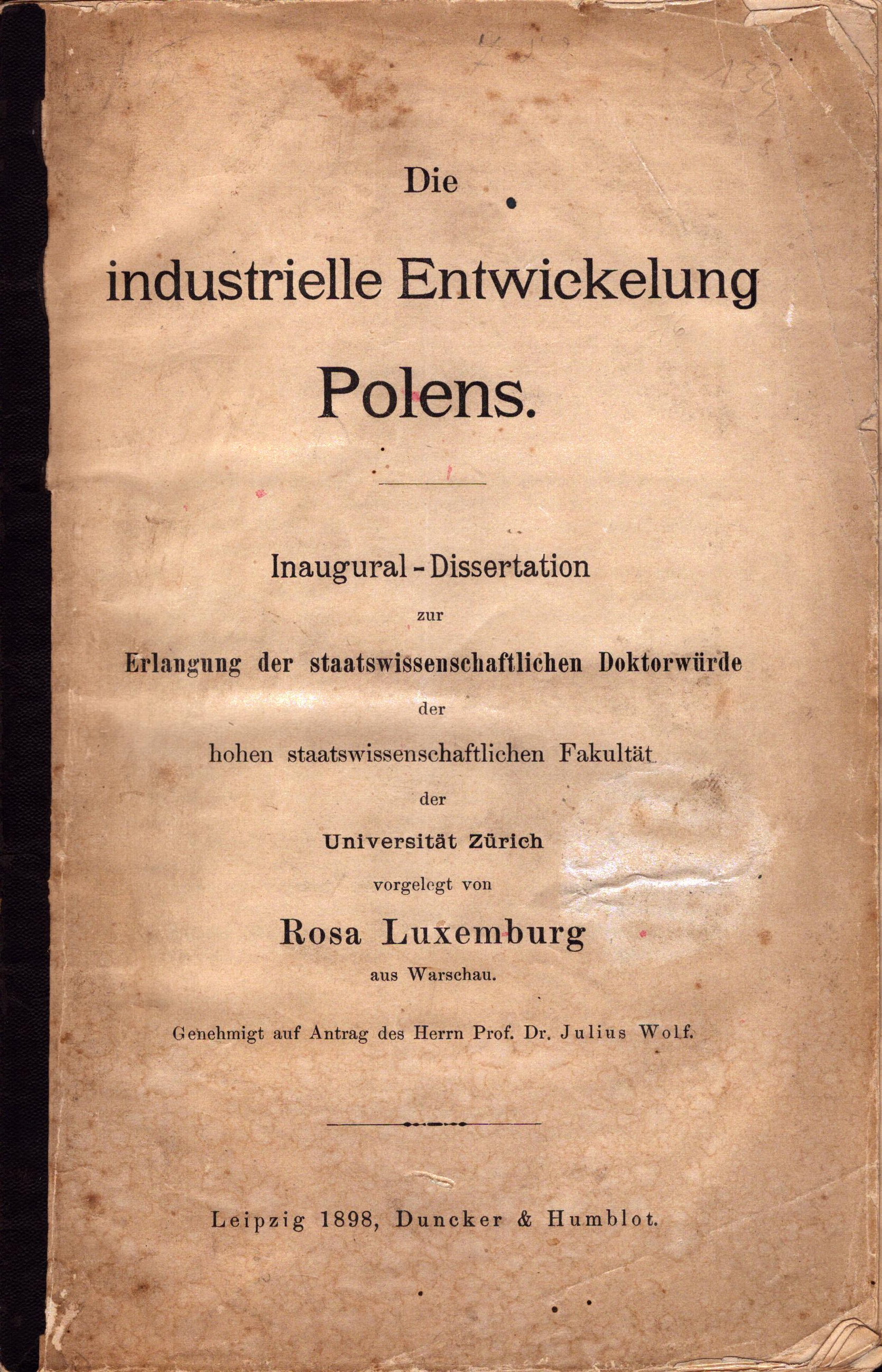
Thèse inaugurale pour l'obtention du doctorat en sciences politiques de la Faculté des sciences politiques de l'Université de Zurich. Dans la collection du Musée juif de Suisse.

Le conflit entre PPS et SDKP s'envenime bientôt : Rosa Luxemburg attaque nettement le nationalisme du parti socialiste rival dans le journal parisien des exilés Sprawa Robotnicza (« La cause ouvrière ») et soutient en sens inverse que la Pologne ne peut retrouver son indépendance que par une révolution dans l'Empire allemand, en Autriche-Hongrie et en Russie. Priorité doit à ses yeux être accordée à la lutte contre la monarchie et le capitalisme dans toute l'Europe ; ce n'est qu'après la victoire des révolutionnaires que le droit des peuples à disposer librement d'eux-mêmes pourra se réaliser. Cette conviction constitue par la suite une partie de sa querelle avec Lénine qui regarde les mouvements de libération de la Pologne et des autres nationalités comme le premier pas vers le socialisme et souhaite les encourager. Rosa Luxemburg et Leo Jogiches vivent une vie militante très active, mais leur relation connaît des hauts et des bas : Jogiches, qui se consacre entièrement à ses activités révolutionnaires, est peu disponible pour une vie amoureuse stable tandis que Rosa Luxemburg aspire à une véritable relation de couple ; elle tend également à affirmer son indépendance face au caractère autoritaire de son compagnon. En 1896, la SDKP est démantelée en Pologne par une vague d'arrestations et La Cause ouvrière doit cesser de paraître. Elle a étudié à l'université de Zurich la philosophie, l'histoire, la politique, l'économie, la zoologie et les mathématiques. Elle s'est spécialisée dans Staatswissenschaft (les sciences politiques), les crises économiques et boursières et le Moyen Âge. Sa thèse de doctorat intitulée « Le développement industriel de la Pologne » (Die Industrielle Entwicklung Polens) est présentée officiellement au printemps 1897 à l'université de Zurich, qui lui décerne le titre de docteur en droit. Sa thèse est publiée par Duncker et Humblot à Leipzig en 1898. Elle est l'une des premières femmes au monde à obtenir un doctorat en économie politique et la première Polonaise à y parvenir. Sa thèse est rapidement publiée en Allemagne. En septembre de cette même année, sa mère meurt ; Rosa Luxemburg vit difficilement le fait de n'avoir pas été à ses côtés. À la fin des années 1890, le couple décide que Rosa Luxemburg ira s'installer en Allemagne, où Jogiches estime pouvoir trouver un auditoire politique plus conforme à ses aspirations en nouant, par l'entremise de sa compagne qui lui servira d'émissaire, des relations avec le Parti social-démocrate d'Allemagne.

### Activités au sein de la social-démocratie allemande

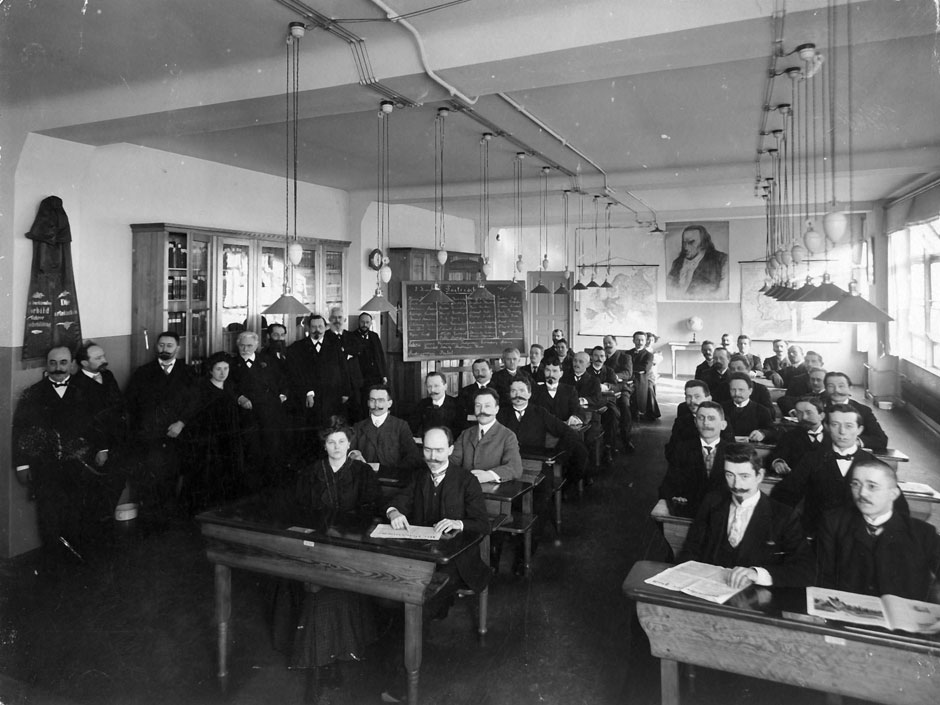
Rosa Luxemburg (debout, rangée de gauche) à l'école des cadres du SPD en 1907.

En tant que sujette russe, Rosa Luxemburg court le risque d'être expulsée d'Allemagne pour raisons politiques : aussi contracte-t-elle un mariage blanc avec Gustav Lübeck, le fils de Karl Lübeck, afin d'acquérir la nationalité allemande. Le mariage, dans lequel les deux époux ne voyaient qu'une formalité, ne pourra finalement être dissous qu'au bout de cinq ans de procédures légales pénibles. Elle entre en Allemagne sous le nom de Rosalia Lübeck. Installée à Berlin, elle se familiarise rapidement avec le Parti social-démocrate (SPD) où elle multiplie les rencontres. Bientôt remarquée pour son énergie et son intelligence politique, elle est envoyée dès juin 1898 en Haute-Silésie – partie de la Pologne annexée par le royaume de Prusse au XVIIIe siècle – pour présenter les idées socialistes auprès des ouvriers polonais à l'occasion des élections. Rosa Luxemburg fait ainsi ses débuts d'« agitatrice » politique, rôle qu'elle apprécie immédiatement. Les ouvriers, qui n'ont alors jamais rencontré de Frau Doktor, l'accueillent avec curiosité et sympathie. Coupée de son milieu familial, séparée de Jogiches par la distance, Rosa Luxemburg se lance avec passion dans ses activités politiques, malgré les difficultés de l'adaptation à la vie berlinoise et le net climat d'antisémitisme, qu'elle redécouvre en Allemagne après ses années zurichoises. Ses relations avec son compagnon, qui continue de demeurer en Suisse, deviennent difficiles : outre leur séparation géographique, Jogiches évolue vers la marginalité politique, et une certaine aigreur personnelle.

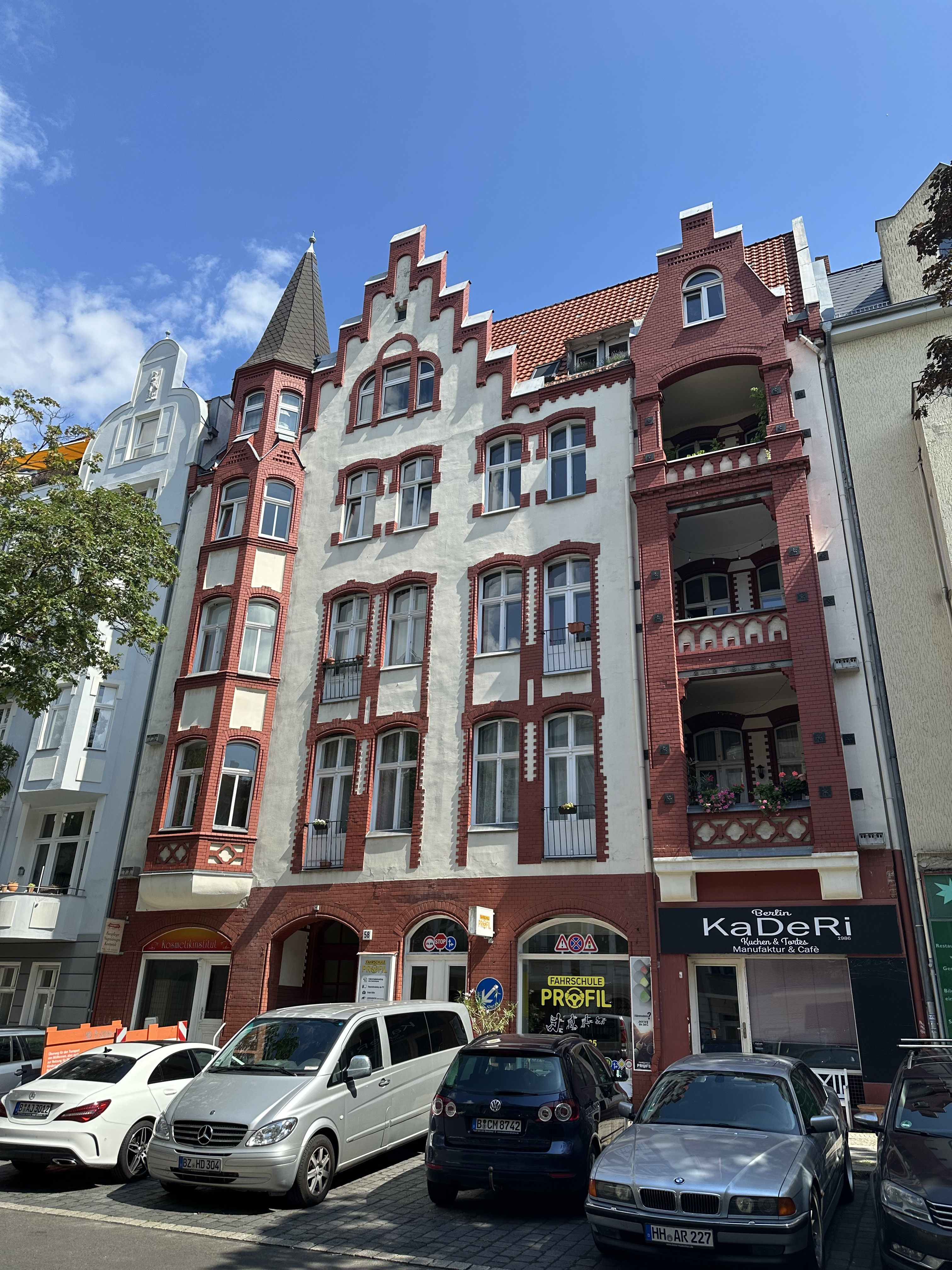
Maison de Rosa Luxemburg à Berlin.

À partir de l'été 1898, Rosa Luxemburg se trouve impliquée dans la querelle réformiste qui éclate alors au sein de la social-démocratie allemande : le théoricien Eduard Bernstein remet en effet en cause l'orientation marxiste en préconisant l'abandon par la social-démocratie de sa ligne révolutionnaire et la transformation du SPD en un grand parti élargi aux classes moyennes. En septembre, Rosa Luxemburg publie en sept livraisons une série d'articles, Réforme sociale ou Révolution ?, qui réfute les thèses de Bernstein ; ce texte érudit, qui est publié en livre en 1899, lui permet de gagner en notoriété et de devenir directrice honoraire du journal Sächsiche Arbeiterzeitung, honneur qui n'avait jamais été dévolu à une femme. Quatre mois après son arrivée en Allemagne, Rosa Luxemburg connaît une notoriété croissante dans le milieu socialiste. Avec notamment Alexandre Parvus et Karl Kautsky, elle mène au congrès de Hanovre de 1899 l'offensive contre Bernstein, dont les thèses sont condamnées. Rosa Luxemburg semble avoir souhaité l'exclusion de Bernstein, mais ce dernier demeure au sein du SPD.
Désormais cadre reconnue pour sa compétence au sein du Parti social-démocrate d'Allemagne, Rosa Luxemburg travaille comme journaliste pour la presse socialiste, comme traductrice (elle parle yiddish, polonais, russe, allemand et français), et comme enseignante à l’école du SPD. Elle y donne des cours d’économie, d’histoire de l’économie, d’histoire du socialisme. Elle devient une amie de Karl Kautsky et de sa famille, et une confidente de Clara Zetkin. Entre-temps, ses relations à distance avec Leo Jogiches, dont l'activité politique est dans une impasse, continuent de se dégrader : en 1900, à la suite d'un ultimatum de Rosa Luxemburg, Leo Jogiches vient s'installer à Berlin, mais le couple continue de vivre séparé, Jogiches tenant à ce que leurs relations restent secrètes.
Outre ses activités au SPD, Rosa Luxemburg réactive la SDKPiL. Elle réalise des tournées de conférences à travers toute l'Europe. En 1903, elle devient membre du Bureau socialiste international, l'organe de coordination de l'Internationale ouvrière.
En juillet 1904, à son retour du congrès de l'Internationale, elle est arrêtée et condamnée à trois mois de prison pour avoir critiqué l'empereur Guillaume II dans un discours public : elle effectue sa peine dans la prison de Berlin-Zwickau, dans un certain confort, et profite de son incarcération pour lire de nombreux ouvrages. À cette même époque, Rosa Luxemburg s'oppose vivement aux thèses de Lénine : elle conteste l'idée léniniste d'une « insurrection armée », considérant que c'est en élevant la conscience des ouvriers et non en les armant que l'on doit préparer une révolte populaire. Elle s'oppose notamment aux conceptions de Lénine en matière de centralisation de l'autorité et de hiérarchie,.
À la suite du Dimanche rouge, le 22 janvier 1905 à Saint-Pétersbourg, la révolution éclate en Russie. Leo Jogiches quitte en février Berlin pour Cracovie, où il fonde une nouvelle publication de la SDKPiL. Il se rend ensuite à Varsovie pour y négocier une alliance avec le Bund, ce que Rosa Luxemburg, hostile à l'idéologie nationaliste des militants juifs, désapprouve vivement. Rosa Luxemburg rejoint temporairement Jogiches à Cracovie durant l'été, rejoint l'Allemagne, puis regagne à nouveau Varsovie en décembre, sous une fausse identité, pour y participer au mouvement insurrectionnel qui se déroule également dans la Pologne orientale. Arrêtée avec Leo Jogiches, elle frôle l'exécution. Un temps assignée à résidence, puis libérée sous caution en tant que citoyenne allemande, elle regagne Berlin en septembre 1906 ; sa liaison avec Leo Jogiches prend fin à cette époque,. Jogiches, demeuré en Pologne, est condamné en janvier 1907 à huit ans de bagne en Sibérie mais il s'évade avant d'être déporté et rejoint les milieux de l'émigration politique polonaise à Berlin. En décembre 1906, le tribunal de Weimar condamne Rosa Luxemburg à deux mois de prison pour avoir, lors du congrès du SPD en 1905, incité le prolétariat allemand à suivre l'exemple révolutionnaire russe. Elle effectue sa peine en juin et juillet 1907.
Au congrès du SPD à Mannheim, en septembre 1906, Rosa Luxemburg contribue à constituer une gauche qui, en face d'une droite et d'un centre du parti désormais rapprochés, adopte une attitude révolutionnaire. Elle publie un pamphlet intitulé Grève de masse, Parti et syndicat, dans lequel elle combine ses expériences russes et allemandes et montre l'exemple d'une grève permanente, liée au sort de la révolution : pour Rosa Luxemburg, le processus révolutionnaire est un mouvement continu, où le parti peut jouer un rôle, mais sans prétendre à la direction de la classe ouvrière. Le parti doit se limiter à un rôle d'éclaircissement du prolétariat et, le jour de l'action venu, la distinction entre dirigeants et dirigés n'aura plus lieu d'être. Rosa Luxemburg dénonce également l'emprise, en Allemagne, de la bureaucratie syndicale, proche de l'aile droite du SPD et rongée par le « révisionnisme » (c'est-à-dire le réformisme). L'ouvrage de Rosa Luxemburg provoque un scandale au sein du SPD et dès 1907, ses relations avec le dirigeant du parti August Bebel sont irrémédiablement compromises. Avec Martov et Lénine, avec qui elle noue une alliance temporaire et de circonstance, elle amende et fait adopter par le Congrès international socialiste de Stuttgart en 1907, une résolution sur la guerre, stipulant qu'en cas de conflit, le devoir de la classe ouvrière est de se soulever et par là, d'empêcher la guerre et de hâter la fin du capitalisme.

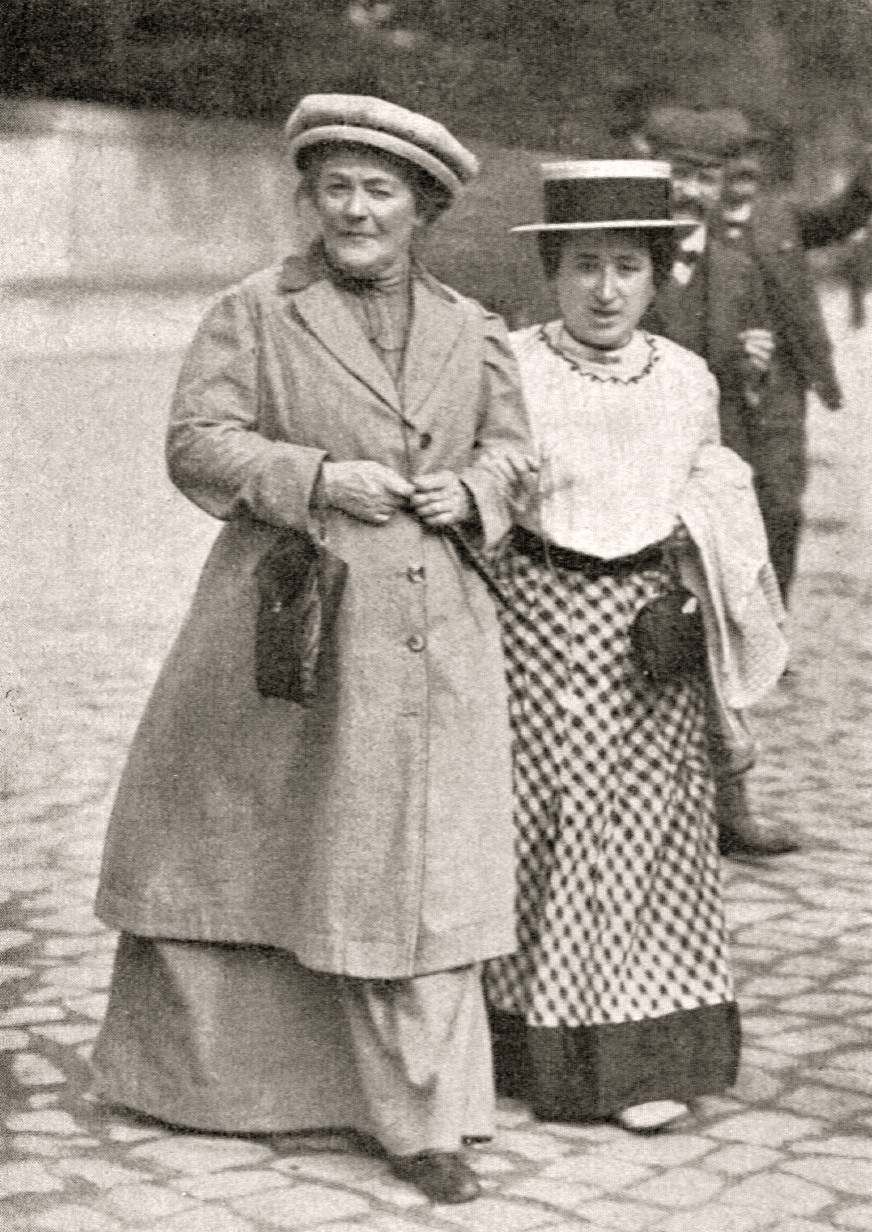
Rosa Luxemburg, à droite, en compagnie de Clara Zetkin en 1910.

À la même époque, définitivement séparée de Jogiches, Rosa Luxemburg vit une liaison avec Costia Zetkin, un des fils de Clara Zetkin, de quinze ans son cadet : leur relation dure jusqu'en 1912.
Helene Deutsch, disciple de Sigmund Freud, qui la rencontre en 1910 au congrès de Copenhague, est impressionnée par sa personnalité et le charisme qu’elle dégage. Rosa Luxemburg devint pour elle un modèle de référence.
Jusqu'au déclenchement de la Première Guerre mondiale, la renommée de Rosa Luxemburg ne cesse de croître dans les milieux politiques. Elle prend part à diverses polémiques au sein du SPD et de l'Internationale ouvrière : sa tendance à citer en exemple la révolution russe de 1905 indispose de nombreux dirigeants sociaux-démocrates allemands, qui craignent dans leur pays une situation comparable. Rosa Luxemburg est par ailleurs très critique envers le comportement des sociaux-démocrates russes, désunis de manière permanente par la scission entre bolcheviks et mencheviks. Soutenue par Karl Kautsky, elle contribue à faire adopter par le Bureau socialiste international une résolution condamnant l'attitude de Lénine. En 1910, une vive polémique l'oppose à Kautsky, jusque-là son ami personnel, au sujet du rôle du parti envers les ouvriers : Rosa Luxemburg continue de soutenir que les ouvriers doivent être poussés à prendre en main leur propre destin, la direction du parti leur cédant le pouvoir ; elle dénonce également les compromissions du SPD qui, en se refusant à revendiquer l'instauration de la république en Allemagne, devient un jouet des « partis bourgeois ». Kaustky sort nerveusement épuisé de la polémique qui l'oppose à Rosa Luxemburg ; les relations de cette dernière avec les dirigeants sociaux-démocrates allemands sont très dégradées. Au sein de la SDKPiL, elle participe à l'exclusion de Karl Radek, membre du comité de Varsovie qui s'opposait au comité central du parti polonais établi à Berlin.
Sur la question des nationalités, Rosa Luxemburg adopte un point de vue d'internationalisme intégral et s'oppose radicalement à toute forme de nationalisme, considérant que « dans une société de classes, la nation, en tant qu'entité socio-politique, n'existe pas ». Pour elle, la question nationale est une question seconde, soit une question tactique et non une question de principe. Le seul droit à l'autodétermination que la social-démocratie doit soutenir est, pour elle, celui de la classe ouvrière : dans son optique, la révolution socialiste internationale mettra fin à la domination nationale, comme à l'exploitation, à l'inégalité des sexes et à l'oppression raciale,.

### Opposition à la guerre et fondation de la Ligue spartakiste
Dans les années qui précèdent le déclenchement de la Première Guerre mondiale, Rosa Luxemburg multiplie les activités et les participations à des débats publics, tandis que la fracture politique au sein du SPD, de plus en plus recentré, s'accentue. Elle a renoué des liens d'amitié avec Leo Jogiches, qui l'aide à relire les épreuves de L'Accumulation du capital, son œuvre théorique majeure. Dans cet ouvrage, publié en janvier 1913 et formé à partir des cours d'économie politique qu'elle dispense auprès de militants socialistes, Rosa Luxemburg détaille son analyse du capitalisme : pour elle, l'accumulation ne peut s'effectuer que grâce à l'expansion du capitalisme vers des marchés étrangers ou dans des régions moins développées des mêmes pays. Les marchés non capitalistes sont nécessaires au fonctionnement du capitalisme et, en dernière analyse, à sa survie, mais ils sont pourtant détruits en tant qu'entités indépendantes. En se privant de la demande qui lui permet de réaliser la plus-value, le système capitaliste s'effondre inévitablement du fait de cette contradiction. La publication de L'Accumulation du capital provoque une polémique tant à droite qu'à la gauche du SPD : sa théorie de l'écroulement inévitable du capitalisme fait l'objet de vives critiques. Franz Mehring, Wilhelm Pieck et Julian Marchlewski saluent au contraire en Rosa Luxemburg l'interprète la plus érudite de Marx depuis Engels.

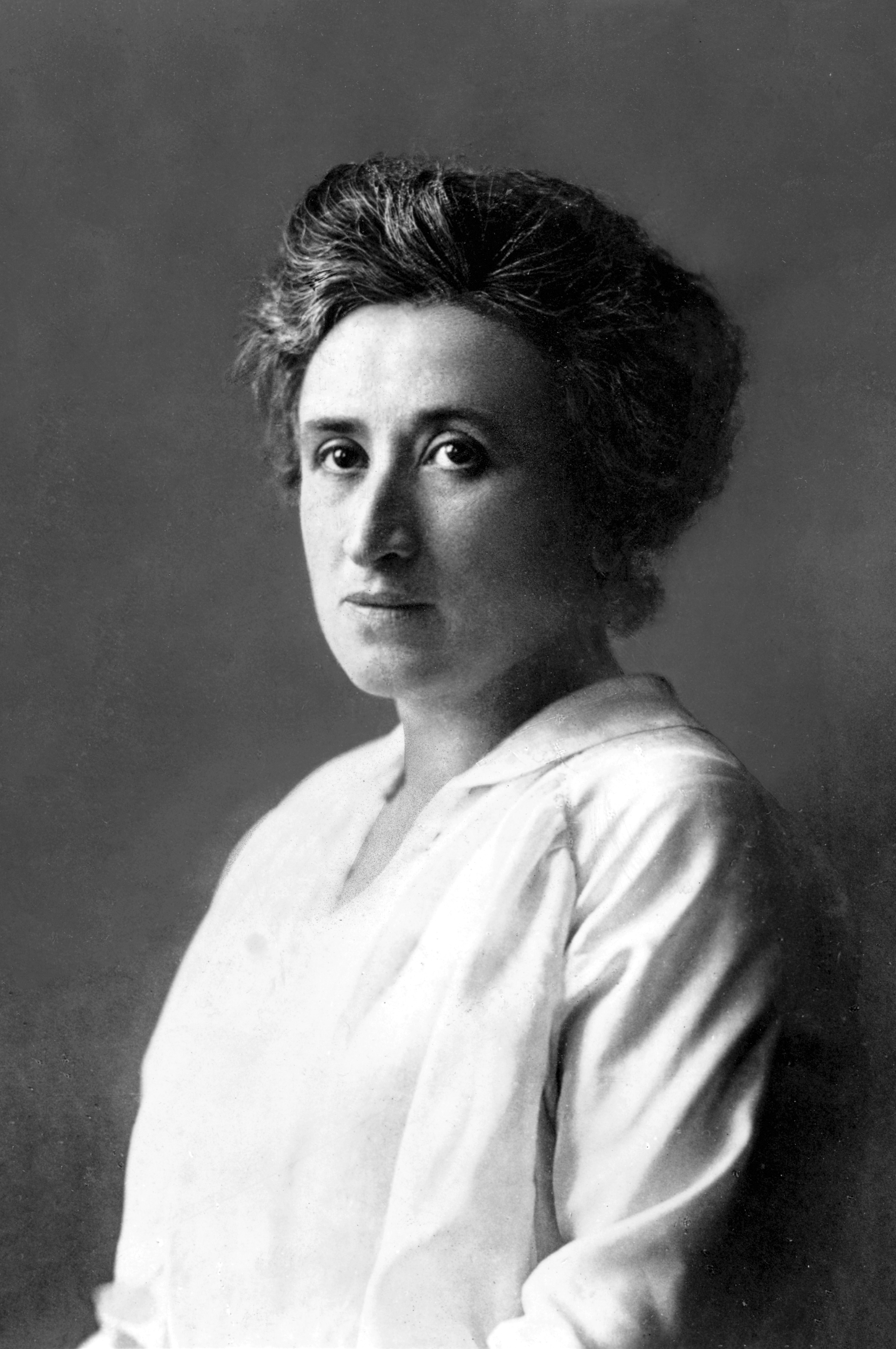
Rosa Luxemburg, photographiée en 1911 (l'année de ses 40 ans).

Rosa Luxemburg milite par ailleurs avec passion contre les risques de guerre en Europe. En septembre 1913, elle prononce à Francfort-sur-le-Main un discours enflammé dans lequel elle appelle les ouvriers allemands à ne pas prendre les armes contre des ouvriers d'autres nationalités. Cela lui vaut de passer, le 20 février 1914, en jugement pour « incitation publique à la désobéissance ». Rosa Luxemburg se défend avec passion et éloquence, ce qui lui vaut une célébrité nationale, au-delà des milieux socialistes. À la même époque, elle entretient durant plusieurs mois une liaison avec l'un de ses avocats, le socialiste Paul Levi, qui reste ensuite un ami proche ; Levi consacre plus tard sa vie à la poursuite du travail politique de Rosa Luxemburg et à la diffusion de ses thèses. Rosa Luxemburg est condamnée à un an de prison. Alors qu'elle attend l'issue de son procès en appel, elle prononce en mars 1914 un nouveau discours dans lequel elle accuse les militaires allemands de maltraiter les soldats : elle est cette fois poursuivie pour insulte à l'armée. Des milliers de témoignages arrivant pour soutenir ses propos, le procès est enterré. Durant les mois que durent les diverses procédures, Rosa Luxemburg continue de diffuser ses thèses et de militer ardemment contre la guerre.
Alors que le conflit éclate en Europe, l'Internationale ouvrière échoue totalement à définir une politique commune, et les sociaux-démocrates allemands, comme la plupart de leurs homologues européens, votent les crédits de guerre. Rosa Luxemburg, qui doit théoriquement commencer à accomplir en décembre sa peine de prison, forme avec plusieurs militants, dont Karl Liebknecht, Leo Jogiches, Franz Mehring, Julian Marchlewski, Paul Levi et Clara Zetkin, le noyau de ce qui devient le Gruppe Internationale, puis par la suite le Spartakusbund (la Ligue Spartacus, ou Ligue spartakiste) : leur appel contre le vote des crédits de guerre, lancé à plus de trois cents dirigeants socialistes, reste quasiment sans réponse. En décembre, Rosa Luxemburg est hospitalisée pour épuisement nerveux et physique : elle commence sa peine de prison en février 1915.
En prison, Rosa Luxemburg maintient des liens épistolaires avec le monde extérieur. C'est là également qu'elle rédige la brochure La Crise de la social-démocratie, publiée clandestinement en 1916 sous le pseudonyme de Junius. L'opposition radicale socialiste s'exprime au travers d'une « lettre politique » signée Spartakus : avec le soutien logistique de Leo Jogiches qui prend la direction des opérations clandestines, la publication, intitulée Les Lettres de Spartakus, circule bientôt à plus de 30 000 exemplaires. Rosa Luxemburg est libérée en février 1916 et reprend aussitôt ses activités publiques. Le 1er mai, lors d'une manifestation spartakiste elle défile aux côtés de Karl Liebknecht qui, en uniforme de soldat, lance un slogan contre la guerre et le gouvernement : « À bas la guerre ! À bas le gouvernement ! ». Immédiatement arrêté, il est privé de son immunité parlementaire, traduit devant un tribunal militaire, et condamné à quatre ans de prison, tandis que Rosa Luxemburg est aussitôt placée sous surveillance policière. Le 9 juillet 1916, elle est arrêtée et placée en détention administrative. Rosa Luxemburg maintient à nouveau des contacts écrits avec le monde extérieur. Elle entretient par ailleurs une relation épistolaire aux accents romantiques avec un ami de Costia Zetkin, Hans Diefenbach. Ce dernier, envoyé au front comme médecin militaire, est tué en octobre 1917, sa mort causant à Rosa Luxemburg un choc terrible.
En janvier 1917, les socialistes opposés à la guerre sont exclus du SPD ; en avril, ils constituent le Parti social-démocrate indépendant d'Allemagne (USPD), dont la Ligue spartakiste constitue le courant d'extrême gauche.

### Soutien et critiques envers la révolution russe
Rosa Luxemburg, depuis sa prison, suit attentivement les évènements politiques et écrit une série de textes sur la Révolution russe à partir de mars 1917, selon elle le « fait le plus considérable de la guerre mondiale », mais après la révolution d'Octobre, elle se montre critique envers divers aspects de la politique suivie par les bolcheviks.
Elle dénonce « l'opportunisme » des dirigeants de la social-démocratie allemande (Eduard Bernstein, Karl Kautsky) et des mencheviks russes, ainsi que leur politique de soutien à l'impérialisme. Dans ce contexte, elle salue le parti bolchevik en tant que « force motrice » « à qui revient le mérite historique d'avoir proclamé dès le début et suivi avec une logique de fer la tactique qui seule pouvait sauver la démocratie et pousser la révolution en avant. Tout le pouvoir aux masses ouvrières et paysannes, tout le pouvoir aux soviets ». La critique de la politique poursuivie par ce dernier apparaît d'autant plus nécessaire pour Rosa Luxemburg.
Elle dénonce entre autres le soutien des bolcheviks aux autodéterminations nationales, qui lui paraît affaiblir le prolétariat en renforçant le nationalisme, ainsi que la politique de redistribution des terres par les bolcheviks, qui pour elle menace d'aboutir à la constitution d'une couche de petits propriétaires fonciers ennemis potentiels de la révolution, hostiles au socialisme d'une part. Dans l'optique de Rosa Luxemburg, le « dépècement de la Russie » par le droit à l'indépendance des nations de l'ex-Empire russe et le slogan du « droit des peuples à disposer d'eux-mêmes » constituent pour les bourgeoisies nationales « un instrument de leur politique contre-révolutionnaire ».
Elle critique enfin l'étouffement de la démocratie politique par les bolcheviks : si Rosa Luxemburg, comme Clara Zetkin ou Franz Mehring, approuve la dissolution de l'Assemblée constituante, elle regrette qu'elle n'ait pas été suivie de nouvelles élections, écrivant : « La liberté seulement pour les partisans du gouvernement, pour les membres d'un parti, aussi nombreux soient-ils, ce n'est pas la liberté. La liberté, c'est toujours la liberté de celui qui pense autrement ». Si pour Rosa Luxemburg, « la dictature socialiste […] ne doit reculer devant aucun moyen de contrainte pour imposer certaines mesures dans l'intérêt de la collectivité », elle estime que le pouvoir léniniste est « une dictature, il est vrai, non celle du prolétariat, mais celle d'une poignée de politiciens, c'est-à-dire une dictature au sens bourgeois ». Elle préconise au contraire « la démocratie la plus large et la plus illimitée », et rappelle que « c’est un fait absolument incontestable que, sans une liberté illimitée de la presse, sans une liberté absolue de réunion et d'association, la domination des larges masses populaires est inconcevable ».
Les causes de cette dérive sont, pour Rosa Luxemburg, à chercher tant dans la conception léniniste du parti que dans les conditions très défavorables de la guerre mondiale et de l'isolement de la Russie sur le plan international, qui rend d'autant plus nécessaire le déclenchement de la révolution en Europe. Avec Leo Jogiches qui l'aide à se tenir au courant des évènements, Rosa Luxemburg estime que les révolutionnaires allemands doivent à tout prix éviter de devenir des satellites des bolcheviks. Elle juge cependant que le « bolchévisme » est devenu « le symbole du socialisme révolutionnaire pratique, de tous les efforts de la classe ouvrière pour conquérir le pouvoir » et considère que la révolution russe sera condamnée si le prolétariat des autres pays ne lui vient pas en aide en conquérant le pouvoir.

### Révolution en Allemagne

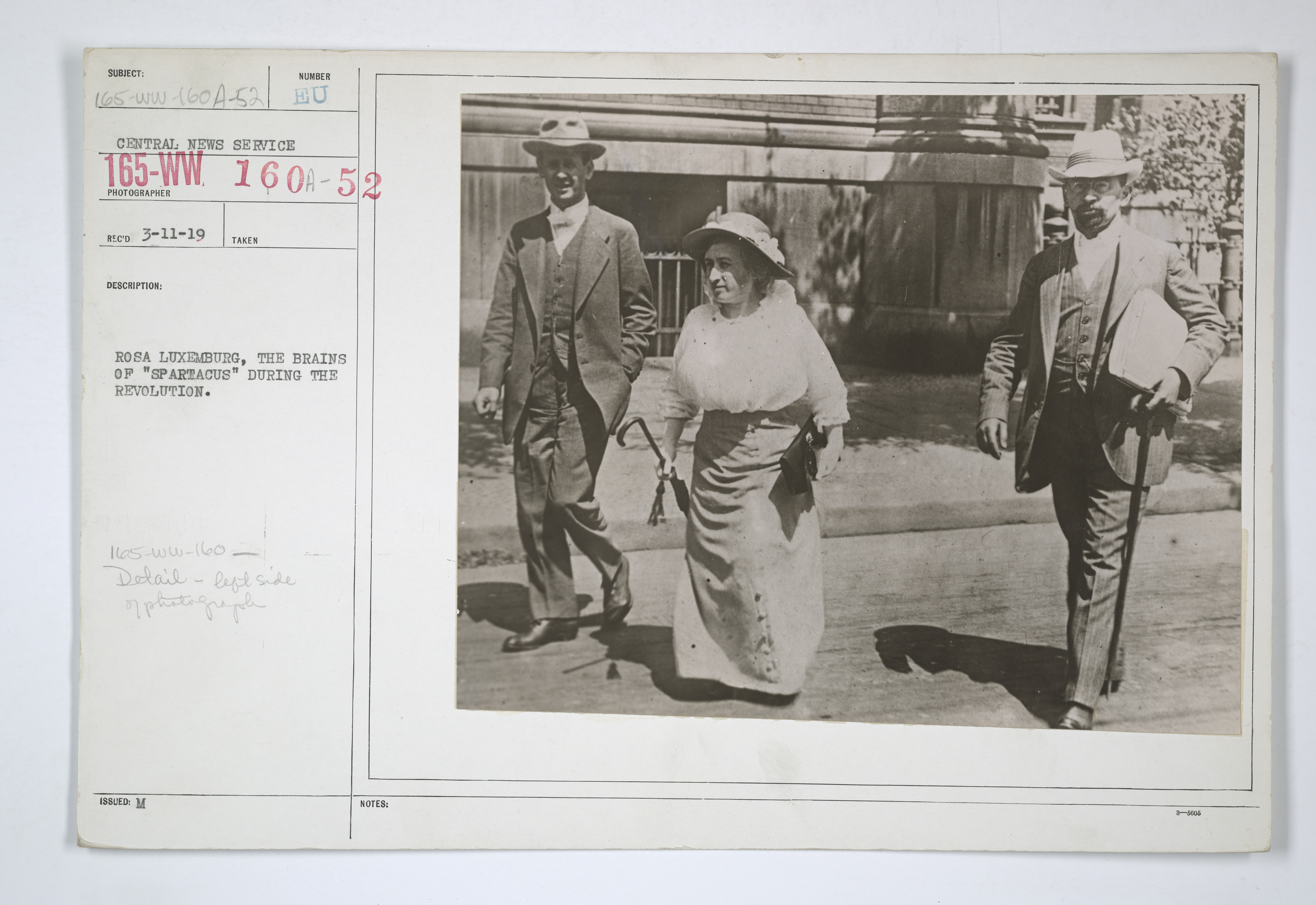
« Activités ennemies - La révolution allemande continue - Rosa Luxemburg, le cerveau de Spartakus pendant la révolution », fiche du War Department américain, 1917-1918.

La révolution allemande de novembre 1918 permet à Rosa Luxemburg de sortir de prison : une amnistie politique est prononcée le 6 novembre ; elle-même est libérée le 10 et regagne seule Berlin, alors que la ville est en pleine effervescence révolutionnaire. Les dirigeants spartakistes se réunissent et fondent, après quelques difficultés pour trouver un imprimeur, un nouveau journal, Die Rote Fahne (Le Drapeau rouge). Rosa Luxemburg y appelle le prolétariat d'Allemagne à poursuivre la révolution et à s'organiser pour en prendre la direction ; elle surestime alors l'engagement révolutionnaire des ouvriers allemands et sous-estime l'attrait que peuvent exercer sur eux des valeurs « bourgeoises » comme la propriété, le nationalisme ou la religion. Elle mène une existence harassante et, du fait de la distance entre la rédaction du journal et son appartement, est fréquemment obligée de coucher dans des hôtels.
La Ligue spartakiste, menée notamment par Rosa Luxemburg et Karl Liebknecht, prône une radicalisation de la révolution et l'accès au pouvoir des conseils d'ouvriers et de soldats apparus fin 1918 dans toute l'Allemagne à l'occasion de la révolte populaire, pour former une « république des conseils ». Pour les spartakistes, la révolution doit désormais s'étendre à toute l'Europe avec le soutien de la Russie soviétique. Hostiles pour leur part à tout putschisme et à tout terrorisme de parti, Liebknecht et Rosa Luxemburg sont dépassés par l'utopisme des intellectuels et le radicalisme des ouvriers qui les suivent. Le SPD, qui a formé le gouvernement dirigé par Friedrich Ebert, souhaite au contraire une transition politique modérée afin d'éviter à l'Allemagne une situation du type russe. La tension politique est extrême et, le 6 décembre, des troupes gouvernementales occupent la rédaction de Die Rote Fahne. Une manifestation spartakiste est dispersée à coups de mitrailleuse, faisant treize morts et trente blessés. Les spartakistes sont finalement désavoués par ceux-là mêmes qu'ils ambitionnent de mettre au pouvoir : le 16 décembre, le Congrès national des Conseils d'ouvriers et de soldats, seul pouvoir légitime aux yeux des spartakistes, se réunit et décide à la majorité qu'il ne lui appartient pas de décider du sort de l'Allemagne, et que cette tâche devra être confiée à une assemblée constituante élue au suffrage universel. Rosa Luxemburg et Karl Liebknecht ne sont pas autorisés à siéger au congrès, pas même avec voix consultative,,.
Le climat d'agitation révolutionnaire en Allemagne aboutit à la formation du Parti communiste d'Allemagne (KPD) : les spartakistes, ayant pris la décision de se séparer de l'USPD, forment le parti lors d'un congrès tenu du 30 décembre 1918 au 1er janvier 1919. Rosa Luxemburg, qui aurait pour sa part préféré la dénomination de « socialiste » à celle de « communiste » pour établir plus facilement des liens avec les révolutionnaires occidentaux, est mise en minorité sur ce point. Elle-même préfère continuer d'utiliser le seul nom de Ligue spartakiste pour désigner le parti. Karl Radek, vieil adversaire de Rosa Luxemburg, est alors présent clandestinement sur le territoire allemand en tant qu'émissaire de la Russie soviétique : il assiste au congrès fondateur du KPD et débat à cette occasion avec Rosa Luxemburg de l'usage de la terreur. Alors que Radek, comme les autres bolcheviks, juge la terreur indispensable pour préserver la révolution, Rosa Luxemburg se montre sceptique ; elle fait finalement adopter dans le programme du parti allemand un point qui s'oppose à toute pratique terroriste. Rosa Luxemburg et Paul Levi plaident pour la participation des communistes à l'élection de l'assemblée constituante, mais la majorité se prononce pour le boycott de ces élections. Rosa Luxemburg tente en vain de convaincre le congrès du KPD du danger que représente le refus de participer au processus électoral.
Début janvier 1919, l'agitation politique dans les milieux ouvriers tourne à l'affrontement ouvert quand le préfet de police Emil Eichhorn, membre de l'USPD, refuse de quitter son poste après le départ des indépendants du gouvernement et distribue des armes aux ouvriers radicaux. Karl Liebknecht, emporté par le mouvement, croit à la possibilité d'un soulèvement qui renverserait le gouvernement : une partie du KPD forme avec d'autres groupes, dans la nuit du 5 au 6, un comité révolutionnaire et décide de passer à l'insurrection. Rosa Luxemburg juge le mouvement totalement prématuré mais choisit de le soutenir par loyauté via ses articles dans Die Rote Fahne. Le soulèvement, spontané mais sans plan, direction ni organisation, échoue totalement : le ministre SPD Gustav Noske est chargé d'organiser la répression, qu'il confie aux Freikorps (groupe paramilitaire d'extrême droite composé d’anciens combattants). Les paramilitaires écrasent l'insurrection avec une grande brutalité, tuant les spartakistes qui se présentent porteurs d'un drapeau blanc. Bientôt, tout Berlin est occupé par l'armée. Rosa Luxemburg fait paraître le 14 janvier 1919 son dernier article, amèrement intitulé L'Ordre règne à Berlin,.

### Assassinat

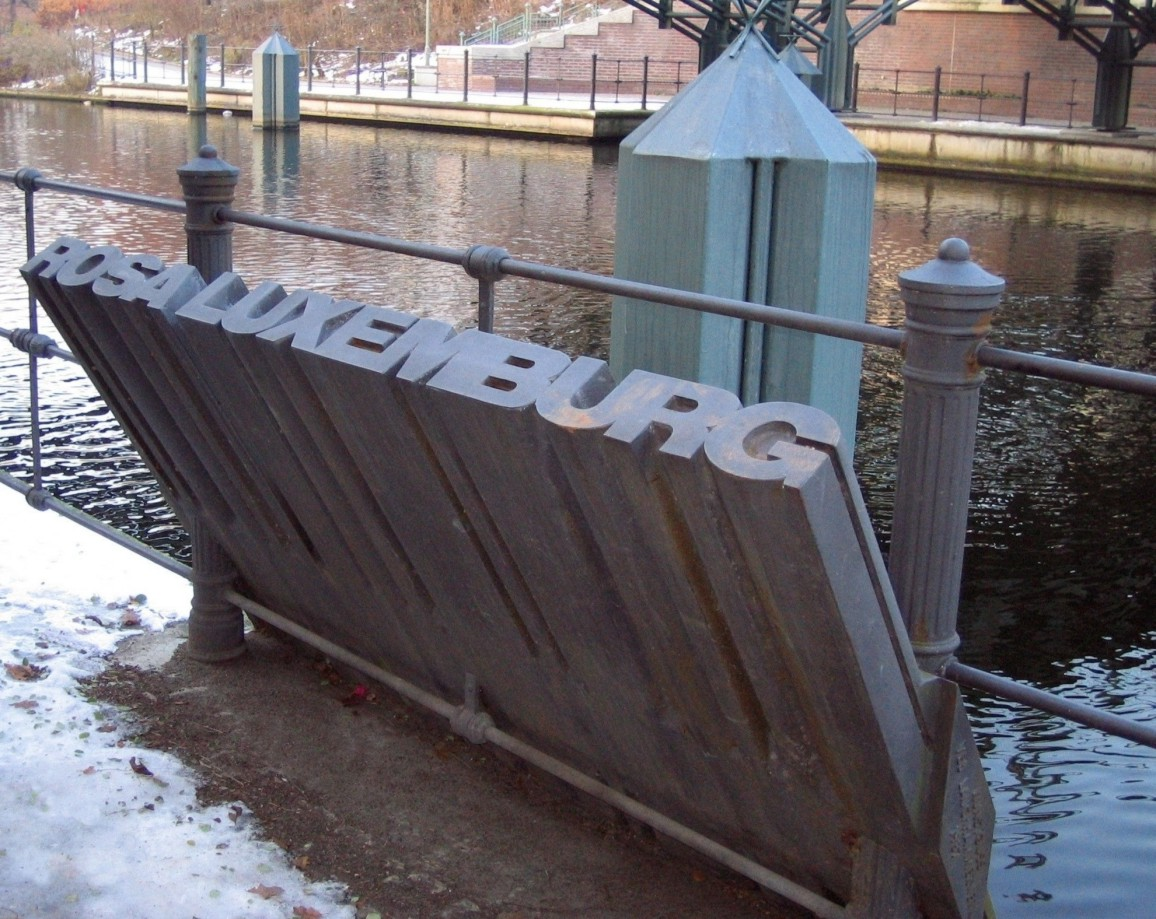
Mémorial au bord du Landwehrkanal, à l'endroit où le corps de Rosa Luxemburg a été précipité dans l'eau.

Le lendemain de la parution du dernier article de Rosa Luxemburg, des paramilitaires, se présentent à son domicile clandestin. Arrêtée, elle est conduite, en même temps que Wilhelm Pieck, à l'hôtel Eden qui sert de quartier-général provisoire à la division de cavalerie et de fusiliers de la garde : interrogée par le capitaine Waldemar Pabst, elle refuse de répondre aux questions de ce dernier. Des militaires l'emmènent ensuite pour l'escorter en prison. Alors qu'elle est dirigée vers la sortie de l'hôtel, elle est frappée à la tête à coups de crosse de fusils ; les soldats la font ensuite monter dans une voiture pour la conduire en détention. Alors que le véhicule a à peine parcouru cent mètres, Rosa Luxemburg est tuée d'une balle dans la tête par l'un des militaires, probablement le lieutenant Vogel qui commandait l'escorte. Son cadavre est jeté dans le Landwehrkanal. Un communiqué mensonger affirme ensuite qu'elle a été tuée par une foule de citoyens en colère. Karl Liebknecht, arrêté lui aussi, est également tué en sortant de l'hôtel Eden par l'escorte qui était censée l'emmener en prison,,.

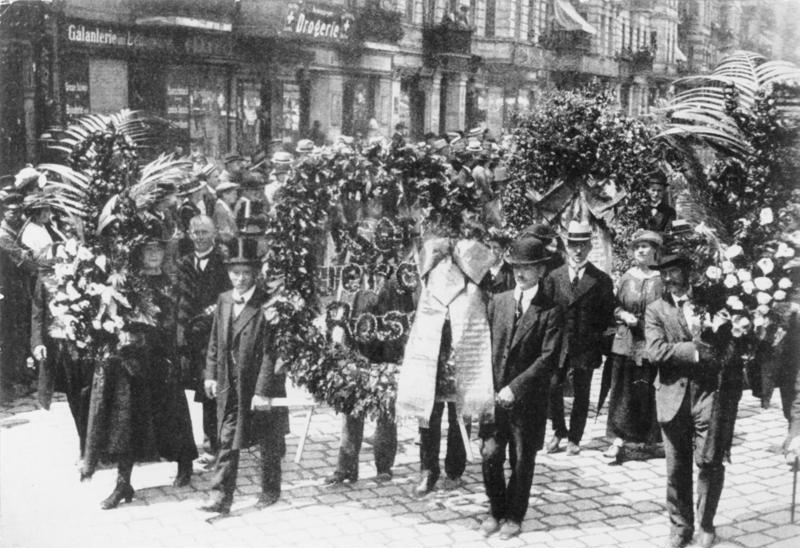
Funérailles de Rosa Luxemburg, le 13 juin 1919.

Symboliquement, un cercueil vide représentant Rosa Luxemburg est enterré le 25 janvier en même temps que celui de Liebknecht et de 31 autres victimes de la répression. Leo Jogiches tente de découvrir la vérité sur la mort de Rosa Luxemburg : en mars, il est arrêté à son tour, puis tué, officiellement alors qu'il tentait de s'évader du quartier général de la police. Un corps identifié comme celui de Rosa Luxemburg est finalement repêché le 31 mai,,.

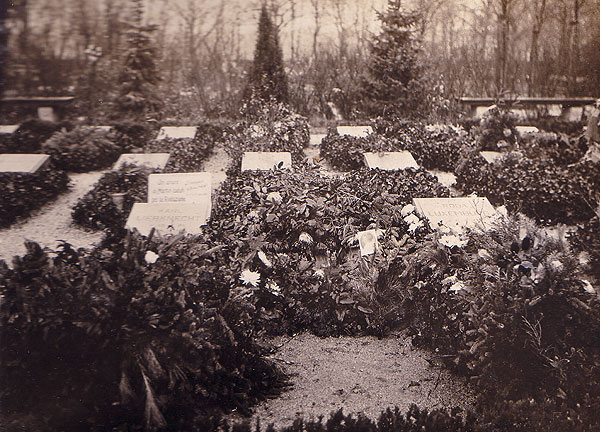
Tombes de Karl Liebknecht et de Rosa Luxemburg.

Les militaires responsables de la mort de Rosa Luxemburg et de Karl Liebknecht sont traduits en justice pour maltraitances : le procureur Paul Jorns plaide cependant les circonstances atténuantes en raison de leurs excellents états de service. Le soldat Runge, qui avait frappé Rosa Luxemburg à la tête, est condamné à deux ans et deux semaines de prison pour « tentative de meurtre », et le lieutenant Vogel à deux ans et quatre mois pour s'être débarrassé du cadavre et avoir fait un rapport incorrect. Vogel s'évade ensuite en bénéficiant de complicités et vit quelque temps à l'étranger en attendant une amnistie. Runge déclarera plus tard avoir accepté d'endosser tous les torts en échange d'une condamnation légère, il demandera par la suite au chancelier Hitler une compensation pour sa condamnation et se verra accorder par le régime nazi la somme de 6 000 marks. Durant les années qui suivent la mort de Rosa Luxemburg, Paul Levi, un temps chef du KPD avant d'être écarté par l'Internationale communiste, se bat pour empêcher que les assassinats de Rosa Luxemburg et Karl Liebknecht ne soient amnistiés et pour dénoncer le truquage de l'enquête. En 1928, il assure la défense d'un éditeur que le procureur Jorns poursuivait en diffamation pour avoir publié un article l'accusant d'avoir truqué l'enquête Luxemburg-Liebknecht. Levi parvient à prouver que Jorns a détruit des preuves des deux meurtres, et obtient qu'il soit jugé coupable d'avoir couvert les assassins. Jorns fait appel et il est par la suite dédommagé par le régime nazi pour ses ennuis judiciaires. Dans une interview accordée en 1959, Waldemar Pabst déclare que la mort de Karl Liebknecht et de Rosa Luxemburg était dûment planifiée. En 1962, commentant officiellement les déclarations de Pabst, le gouvernement ouest-allemand qualifie les assassinats de Liebknecht et Rosa Luxemburg d'« exécutions en accord avec la loi martiale ».
L'ouvrage théorique de Rosa Luxemburg Introduction à l'économie politique est publié après sa mort par les soins de Paul Levi. Sa tombe se situe au Mémorial des socialistes du cimetière central de Friedrichsfelde de Berlin, où un hommage lui est rendu chaque deuxième dimanche de janvier. En mai 2009, Michael Tsokos, directeur de l'institut médico-légal de l'hôpital Charité de Berlin, annonce la découverte dans les sous-sol de l'institut, du corps d'une femme aux caractéristiques physiques fortement similaires à celles de Rosa Luxemburg. Il y aurait selon lui des doutes importants sur l'identité du corps reposant au cimetière de Berlin, devenu chaque année un lieu de recueillement pour des milliers de personnes.

## Théories et postérité politique
Rosa Luxemburg n'a pas laissé de système idéologique élaboré, bien que des lignes directrices se dégagent de sa pensée. Elle se sert des concepts développés par Karl Marx pour fonder sa propre analyse, et étudie les aspects nouveaux du capitalisme de l'époque : colonialisme, impérialisme, accumulation des capitaux, etc. Elle réfléchit aux moyens de créer une alternative à ce mode de développement économique et politique, et théorise notamment l'internationalisme. Dans ce cadre, elle développe une critique du nationalisme et des luttes de « libération nationale » :

« […] le fameux « droit de libre disposition des nations » n'est qu'une phraséologie creuse […] »

— La Révolution russe, 1918
En pratique, elle s'oppose, avec le SDKPiL, à l'indépendance de la Pologne et à la lutte nationale en général.
Elle considère que la révolution sera l'œuvre des masses et non le produit d'une « avant-garde éclairée » qui ne peut que se transformer en une dictature, « celle d'une poignée de politiciens, non celle du prolétariat ».

« Considérer qu'une organisation forte doit toujours précéder la lutte est une conception tout à fait mécaniste et non dialectique »

— Gesammelte Werke, IV, Berlin, p. 397
Rosa Luxemburg considère que le socialisme est lié à la démocratie : « Quiconque souhaite le renforcement de la démocratie devra souhaiter également le renforcement et non pas l’affaiblissement du mouvement socialiste ; renoncer à la lutte pour le socialisme, c’est renoncer en même temps au mouvement ouvrier et à la démocratie elle-même ».
Elle estime que le réformisme conduit à l’abandon de l’objectif socialiste : « Quiconque se prononce en faveur de la voie des réformes légales, au lieu et à l’encontre de la conquête du pouvoir politique et de la révolution sociale, ne choisit pas en réalité une voie plus tranquille, plus sûre et plus lente, conduisant au même but, mais un but différent, à savoir, au lieu de l’instauration d’une société nouvelle, des modifications purement superficielles de l’ancienne société […] non pas la suppression du salariat, mais le dosage en plus ou en moins de l’exploitation ».
Présentant ses conceptions du socialisme dans une brochure du SDKPiL en 1906, elle écrit : « La suppression du capitalisme et de la propriété privée ne pourra pas s’effectuer dans un seul pays. […] Le régime socialiste mettra fin à l’inégalité entre les hommes, à l’exploitation de l’homme par l’homme, à l’oppression d’un peuple par un autre ; il libèrera la femme de l’assujettissement à l’homme ; il ne tolèrera plus les persécutions religieuses, les délits d’opinion ».
L'un des points essentiels de la conception du socialisme par Rosa Luxemburg tient à la liberté de « penser différemment » : pour elle, l'engagement révolutionnaire est avant tout une question « morale », tenant à l'obligation de lutter pour un système social plus humain : elle considère par conséquent la Realpolitik, qu'elle soit exposée par Kautsky, Lénine, ou Marx lui-même, comme immorale et sans valeur ; la dimension éthique et l'idéalisme des ouvriers sont à ses yeux plus importants que les lois de l'histoire. Dans Grève de masse, Parti et syndicat, elle se livre à une critique de l'autorité centrale du parti, à laquelle elle oppose les grèves de masse spontanées, qui expriment à ses yeux la capacité des travailleurs à prendre leur destin en main. Elle désapprouve également l'idée d'insurrection armée, qui revient à déclencher artificiellement la révolution. Enfin, elle s'oppose de manière fondamentale au nationalisme, facteur de division. Pour Rosa Luxemburg, « la révolution est avant tout un changement radical et profond dans les relations entre classes sociales » : dans cette optique, le marxisme, loin du « jargon » auquel le réduisent certains démagogues, est avant tout une « philosophie humaniste » destinée à rendre au peuple son intégrité. Alors qu'elle croit, au début du XXe siècle, que le nationalisme est sur son déclin, elle considère que le groupe social des prolétaires ne doit pas correspondre à une nation, ni être défini en termes de citoyenneté, de race ou d'hérédité, mais s'identifier au prolétariat international, uni par un mode de vie commun. Elle nie ainsi le lien entre le droit à l'autodétermination nationale et la liberté d'expression, considérant que la priorité du mouvement socialiste doit être d'obtenir l'autodétermination, non pas pour les nations, mais pour la classe ouvrière. Opposée au nationalisme, la révolution socialiste internationale est également destinée, dans l'optique de Rosa Luxemburg, à mettre un terme à l'exploitation, à l'inégalité des sexes et à l'oppression raciale. Un régime socialiste dans lequel les individus seront liés par « l'harmonie et la solidarité » aboutira ainsi à la création d'une « nation » par consentement commun.

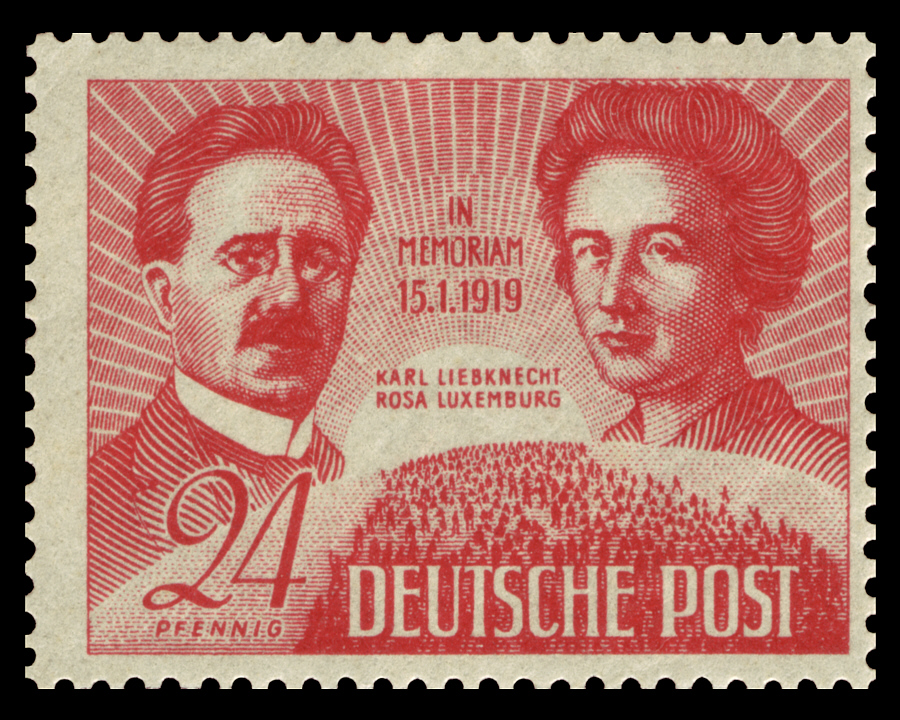
Karl Liebknecht et Rosa Luxemburg, timbre-poste émis pour le 30e anniversaire de leur mort dans la zone d'occupation soviétique en Allemagne, 1949.

Le terme de luxemburgisme a été utilisé pour désigner un courant d'idées de la gauche communiste opposée à l'autoritarisme léniniste, et plus précisément la tendance conseilliste. Au sein du mouvement communiste, Rosa Luxemburg fait l'objet de jugements contrastés : certains approuvent sa condamnation de la terreur bolchevique et tendent à faire du « luxemburgisme » un modèle qui respecterait la volonté des « masses » et concilierait socialisme et démocratie ; d'autres, tout en louant parfois sa mémoire et son courage, la critiquent au nom de l'orthodoxie léniniste, puis stalinienne, et regrettent ce qu'ils appellent ses « erreurs ». Le terme « luxemburgisme » est surtout utilisé à des fins polémiques — qu'il s'agisse de le louer ou de le condamner — Rosa Luxemburg n'ayant pas elle-même présenté ses idées sous la forme d'un système cohérent.

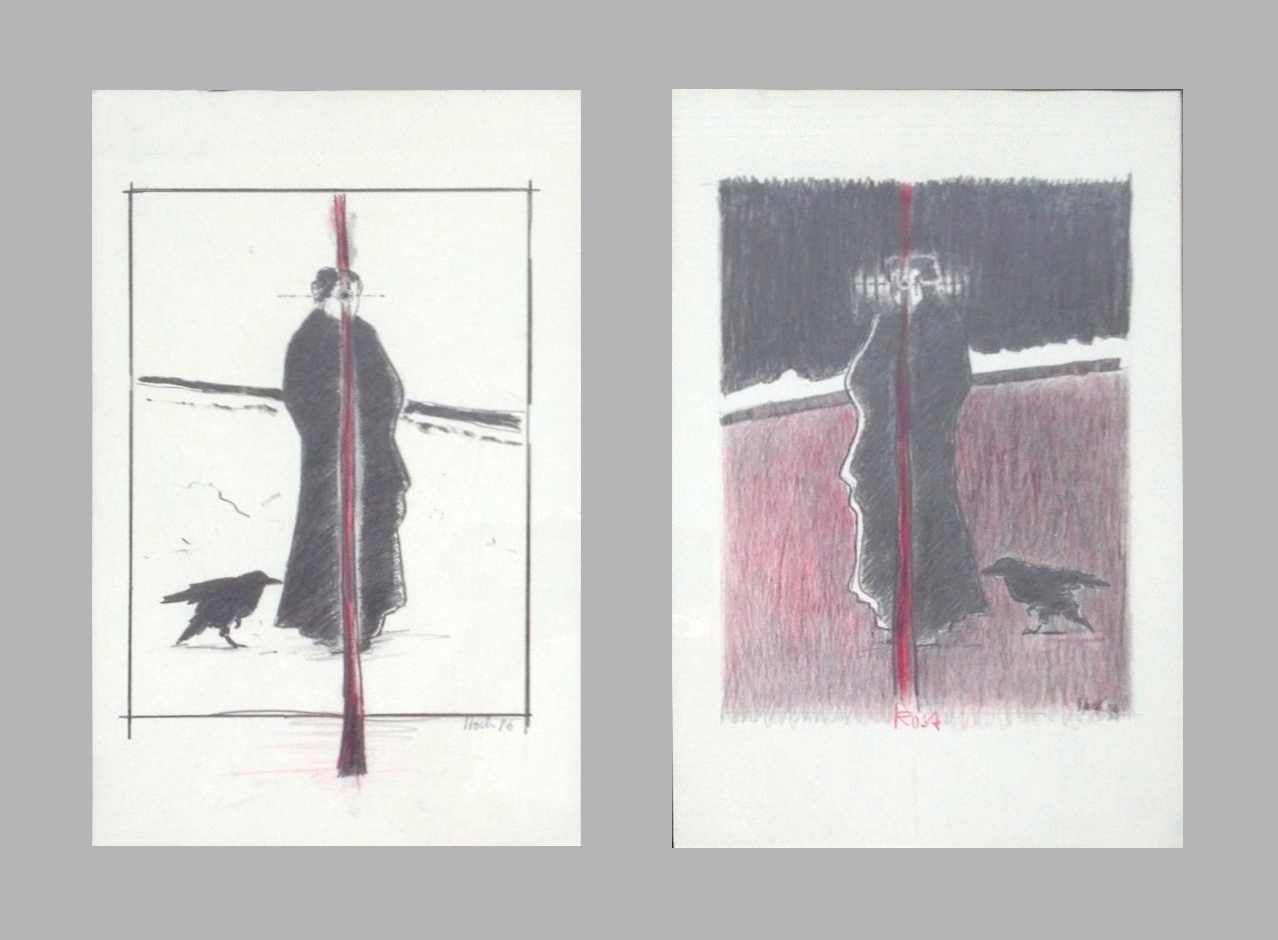
Rosa Luxemburg par Ursula Stock, 1976.

En 1921, le régime bolchevique donne le nom de Luxemburg à la ville géorgienne de Katharienenfeld (aujourd'hui Bolnissi). Dans les années qui suivent, cependant, l'Internationale communiste dénonce le « luxemburgisme » : ce terme est alors utilisé, dans le vocabulaire du Komintern, pour désigner de manière générale les communistes opposés à la « bolchevisation », c'est-à-dire au contrôle plus strict de leurs organisations par l'IC. Dans les années 1930, Rosa Luxemburg elle-même est dénoncée par Staline pour sa critique de la révolution bolchevique, ainsi que pour de prétendues parentés idéologiques entre le « luxemburgisme », le trotskisme et le menchevisme. Elle est dès lors exclue des grandes figures du marxisme reconnues par l'Internationale communiste.
Rosa Luxemburg est par la suite réévaluée comme une figure majeure de l'histoire du socialisme, de la théorie marxiste et du mouvement communiste, mais ses idées et son image sont instrumentalisées par des camps politiques opposés. Sa mémoire est ainsi récupérée par les régimes du bloc de l'Est — sa tombe et celle de Karl Liebknecht deviennent en République démocratique allemande le lieu d'une cérémonie d'hommage annuelle — sans que sa pensée politique y soit un objet d'études approfondies. Le régime est-allemand rend hommage à Rosa Luxemburg en tant que « martyre » de la révolution, jusqu'à lui vouer une forme de « culte » mais, paradoxalement, sans prendre en considération son apport politique ni le détail de ses idées. Durant la guerre froide, Rosa Luxemburg se trouve ainsi honorée par les mêmes dirigeants communistes qui avaient précédemment interdit ses écrits. Une place du quartier de Berlin-Mitte, alors situé dans la zone soviétique (puis à Berlin-Est), est baptisée en 1947 en son honneur Luxemburgplatz, avant de prendre en 1969 le nom de Rosa-Luxemburg-Platz, qu'elle conserve après la chute du mur et la réunification allemande,.
En parallèle, et surtout à partir des années 1960, l'héritage politique de Rosa Luxemburg continue d'être revendiqué par des communistes anti-staliniens ainsi que par une série de courants « gauchistes », trotskistes ou libéraux. Les uns font de Rosa Luxemburg une « citoyenne du monde », voire une « libertaire », tandis que les autres voient en elle l'apôtre de la République des conseils contre le centralisme des bolcheviks, alors même qu'elle n'a jamais théorisé la fonction et le pouvoir que pourraient prendre les conseils ouvriers dans une société socialiste. La politologue Hannah Arendt, dans un article repris en chapitre dans son ouvrage Vies politiques, salue les apports de cette figure du marxisme — mais non marxiste orthodoxe, note-t-elle, et « si peu orthodoxe… qu'on pourrait douter qu'elle ait été marxiste tout court » — à la critique de la théorie politique léniniste et du système parlementaire libéral, exprimant le souhait qu'une place soit faite à ces conceptions dans les programmes de science politique des pays occidentaux. Au XXIe siècle, différents courants de pensée de gauche, ou féministes, continuent de se référer, dans diverses mesures, à Rosa Luxemburg,.

### La question polonaise selon Rosa Luxemburg
Rosa Luxemburg, bien que provenant d'une famille juive, fut élevée dans les cultures polonaise et allemande. Elle se définissait toujours comme Polonaise, sans attachement particulier à ses origines juives. Elle manifestait même une certaine hostilité envers la culture judaïque. Selon Tadeusz Radwański (pl), membre du SDKPiL, Luxemburg ne considérait pas le yiddish comme une langue distincte, mais plutôt comme un simple « jargon ».
Elle entretenait une profonde admiration pour la culture romantique polonaise, notamment pour les œuvres d’Adam Mickiewicz, qu’elle citait dans sa publication de 1895 Niepodległa Polska i sprawa robotnicza (« Une Pologne indépendante et la cause ouvrière »). Luxemburg utilisait des extraits de Pan Tadeusz pour démontrer que la réalisation de la question nationale ne pouvait être possible qu'à travers la lutte internationale des travailleurs pour le socialisme. Ses lettres à Leo Jogiches comportent également de nombreuses références à Mickiewicz. Dans son article Pages du passé, Luxemburg considérait Mickiewicz comme le plus grand poète polonais, dont les œuvres auraient permis à la Pologne de s’intégrer aux nations les plus civilisées. Selon elle, l’œuvre de Mickiewicz reflétait la dernière phase de la noblesse polonaise, à la veille de son déclin et de son remplacement par des relations de production capitalistes modernes. Ce processus avait transformé une noblesse appauvrie mais encore patriote en une bourgeoisie cynique et prête à collaborer avec l’occupant.
Dès les débuts du mouvement ouvrier polonais, l’indépendance de la Pologne fut une question très débattue. La première organisation à laquelle Luxemburg appartint, le parti « I Proletariat (pl) », prônait la solidarité internationale des travailleurs et rejetait l’indépendance comme objectif prioritaire. Cette position influença Luxemburg tout au long de sa vie, notamment en raison de son interprétation matérialiste dialectique de l’histoire.
En 1893, Luxemburg représenta la Social-démocratie du royaume de Pologne lors du congrès de la Deuxième Internationale à Zurich. Elle s’y opposa aux partisans de l’indépendance, futurs membres du PPS. Luxemburg affirmait que la priorité devait être donnée à la lutte contre le capitalisme, reléguant la question nationale à l’arrière-plan jusqu’à l’émancipation universelle des prolétaires. Selon son biographe Paul Frölich, son discours marqua une rupture, car les socialistes avaient jusque-là suivi les thèses de Marx et Engels sur le rôle révolutionnaire des insurrections nationales polonaises.
Dans sa brochure W obronie narodowości (« En défense de la nationalité », 1900), Luxemburg défendit cependant le droit du peuple polonais à préserver son identité et sa langue, tout en dénonçant les élites capitalistes allemandes comme responsables des politiques d’assimilation forcée.
D’après l’historien Feliks Tych (pl) :

Rosa Luxemburg estimait que la Pologne avait droit à sa langue, ses écoles et une culture libre. Selon elle, l'indépendance ne pourrait advenir que par une grande guerre, ce qui s’est effectivement produit. Elle considérait que le monde s’était habitué à l’absence de la Pologne sur la carte et que les nations européennes devaient tendre vers une fédération pacifique. Pour elle, les guerres constituaient la plus grande menace pour l’humanité.

Luxemburg associait son rejet de l’indépendance à ses recherches sur le développement économique en Pologne et les conditions de vie des ouvriers polonais. Elle craignait qu’une indépendance prématurée ne mène à une récession économique nuisible à la classe ouvrière. Toutefois, tant que le capitalisme polonais restait embryonnaire et que l’Empire russe restait dominant, elle soutenait certains mouvements patriotiques polonais pour leur caractère progressiste. Luxemburg redoutait toutefois que ces mouvements ne fomentent des querelles inutiles entre nations au détriment des luttes économiques.
Dans son article de 1895 sur « Le social-patriotisme en Pologne » (Socjalpatriotyzm w Polsce), Luxemburg affirmait :

Les tâches du prolétariat polonais sont identiques à celles des sociaux-démocrates dans tous les autres pays : démocratiser les conditions politiques existantes. En intégrant la Russie et la Pologne dans un même mécanisme capitaliste, le prolétariat polonais et russe forme une classe ouvrière unifiée, dont l’objectif principal est de renverser le tsarisme. […] La lutte pour la liberté politique en Russie permettrait aux ouvriers polonais non seulement de défendre leurs intérêts mais aussi de garantir l’autonomie nationale.

Elle préconisait une autonomie locale pour la Pologne au sein de l’Empire russe, favorisant la démocratisation par le biais d’un pouvoir local, avec des compétences en éducation, santé, législation et droits des travailleurs. Luxemburg voyait dans cette autonomie une opportunité pour les sociaux-démocrates de renforcer les droits populaires, tout en s’opposant aux tendances centralisatrices et autoritaires du capitalisme impérialiste.

#### Postérité en Pologne
En dépit de sa nationalité polonaise et de ses liens étroits avec la culture polonaise, son opposition à l'indépendance de la Deuxième République polonaise et les critiques ultérieures des staliniens ont fait de Rosa Luxemburg une figure historique controversée dans le discours politique de la Troisième République polonaise contemporaine,,.
À l'époque de la République populaire de Pologne, une usine de fabrication de lampes électriques a été créée dans le quartier Wola de Varsovie, à qui l'on a donné le nom de Rosa Luxemburg. L'usine a été privatisée en 1991, puis divisée en quatre sociétés différentes ; les bâtiments de l'usine ont été vendus en 1993 et sont tombés en désuétude en 1994. Une rue de la ville de Szprotawa portait autrefois le nom de Luxemburg (ulica Róży Luksemburg), jusqu'à ce qu'elle soit rebaptisée ulica Różana (« rue des Roses ») en septembre 2018. De nombreuses autres rues et localités en Pologne portaient ou portent encore le nom de Rosa Luxemburg, comme à Varsovie, Gliwice, Będzin, Szprotawa, Lublin, Polkowice, Łódź, etc,,,,. Des efforts ont également été déployés pour installer des plaques commémoratives en sa mémoire, comme à Poznań et dans sa ville natale de Zamość. En 2019, une visite guidée de 45 minutes sur les lieux associés à la vie de la révolutionnaire polonaise a été organisée à Varsovie. Une statue d'elle réalisée par Alfred Jesion a également été exposée à la citadelle de Varsovie, dans le cadre de la Galerie de sculpture polonaise des années 1950.

## Postérité littéraire de sa correspondance
Rosa Luxemburg a laissé une correspondance importante d’une qualité littéraire reconnue. Le satiriste Karl Kraus évoque notamment une lettre écrite à Sophie Liebknecht, depuis la prison pour femmes de Breslau, en ces termes : « ce document d’humanité et de poésie unique en son genre » devrait selon lui figurer dans les manuels scolaires de toute république, entre Goethe et Claudius.
En 2006, la comédienne Anouk Grinberg lit des lettres de Rosa Luxemburg à ses amies (Luise Kautsky, Sophie Liebknecht, notamment) pendant ses détentions, dans un spectacle intitulé Rosa, la vie au théâtre de l'Atelier à Paris. En 2009, ces lettres (dans la traduction d'Anouk Grinberg et de Laure Bernardi) sont publiées sous le même titre aux Éditions de l'Atelier.

## Principales œuvres
- Le Développement industriel de la Pologne (1897)
- Réforme sociale ou révolution ? (1899)
- Questions d'organisation de la social-démocratie russe (Centralisme et démocratie, 1904)
- Grève de masse, parti et syndicat (1906)
- L'Accumulation du capital (1913)
- La Crise de la social-démocratie (Brochure de Junius, 1915, publié en 1916)
- La Révolution russe (1918, publication posthume)
- Introduction à l'économie politique (publication posthume)

## Édition desŒuvres complètesde Rosa Luxemburg
Ce projet éditorial a été mené conjointement entre 2009 et 2023 par les éditions Agone et le collectif d'édition Smolny qui en avait la maîtrise d'œuvre, et par ce dernier seul depuis 2023.
- Tome I : Introduction à l'économie politique (2009 et nouvelle édition 2021)
  - Avant-propos du collectif Smolny
  - Introduction générale de Louis Janover : « Rosa Luxemburg, L'histoire dans l'autre sens »
  - « Introduction à l'économie politique » (1907-1917)
  - Repères chronologiques 1857 - 1925
  - Bibliographie indicative
- Tome II : À l'école du socialisme (2012)
  - Avant-propos du collectif Smolny
  - I. Éléments d’éducation politique : « Conférence sur l’économie politique » (1907) — « Discours sur la question de l’École du parti » (1908) — « École du syndicat et École du parti », (1911)
  - II. Lire Karl Marx : « De l’héritage de nos maîtres (1) » (1901) — « De l’héritage de nos maîtres (2) » (1901) — « De l’héritage de nos maîtres (3) » (1902) — « De l’œuvre posthume de Karl Marx » (1905)
  - III. Matériaux pour une histoire de l’économie politique (1907-1913) : « Histoire de l’économie politique » — « Sur l’esclavage » — « Notes sur la forme économique antique / esclavage » — « Économie politique pratique. Le livre II du Capital de Marx » — « Économie politique pratique. Le livre III du Capital de Marx » — « Le contenu de la théorie du fonds de salaire » — « Histoire des théories des crises »
  - Postface : « Comment faire passer l’économie politique : Rosa Luxemburg enseignante » par Michael Krätke
- Tome III : Le Socialisme en France (2013)
  - Préface de Jean-Numa Ducange
  - Recueil de 41 articles, recensions, discours ou interviews (1898-1912)
- Tome IV : La brochure de Junius, la guerre et l’Internationale (2014)
  - Introduction de Julien Chuzeville & Éric Sevault
  - La IIe Internationale face à la guerre
  - Le groupe « Internationale »
  - La crise de la social-démocratie allemande (Brochure de Junius)
- Tome V : L'Accumulation du capital (2019)
  - Préface de Ulysse Lojkine & Guillaume Fondu
  - L'accumulation du capital
  - Critique des critiques
  - Postface de Mylène Gaulard & Loren Goldner
- Tome VI : Impérialisme, colonialisme et militarisme (en préparation, 2026)

## Œuvres inspirées par la vie de Rosa Luxemburg

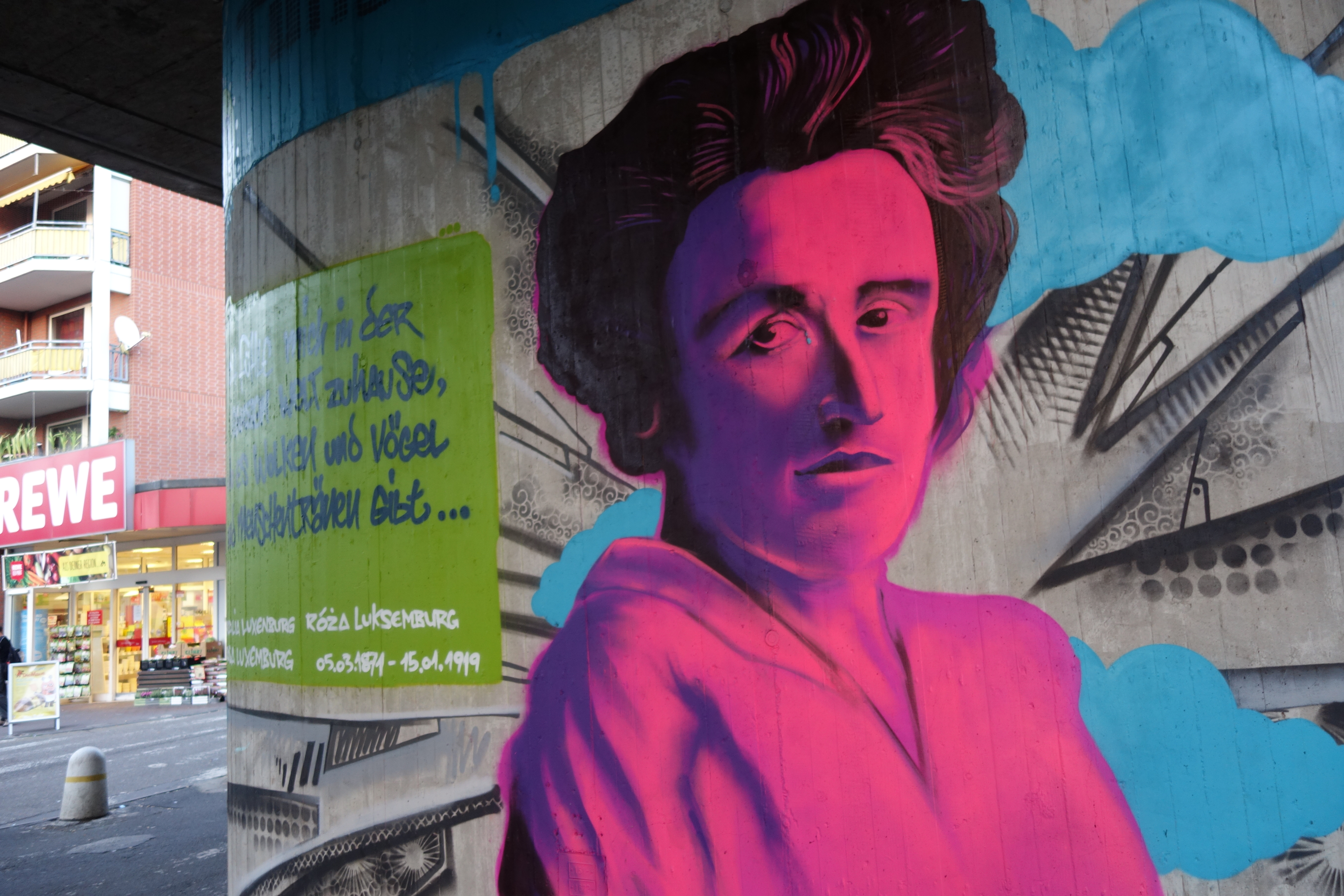
Portrait à un pilier de rue Rosa-Luxemburg-Straße à Francfort-sur-le-Main.

### Littérature, théâtre, musique et peinture
- En 1926, l'architecte Ludwig Mies van der Rohe érige un monument dédié à Rosa Luxemburg et Karl Liebknecht à Berlin, dans le quartier de Friedrichfelde. Ce monument sera détruit par les nazis moins d'une décennie après sa construction.
- 1928 : Das Berliner Requiem (Le Requiem berlinois), « petite cantate » pour ténor, baryton, chœur d'hommes (ou trois voix d'hommes) et orchestre de cuivres de Kurt Weill sur un texte de Bertolt Brecht, notamment le 2e et le 3e mouvement, Une jeune fille noyée et Épitaphe.
- 1949 : Alfred Döblin fait de Rosa Luxemburg l'un des personnages centraux du quatrième volume de Novembre 1918. Une révolution allemande : Karl & Rosa[117].
- Rosa Luxemburg, « sainte laïque » de l'imaginaire communiste en URSS, figure indirectement dans le roman Tchevengour d'Andreï Platonov, idéal fantasmé de l'un des personnages principaux.
- En 1970, en un long poème, Rosa Lux, créé sur la scène du théâtre des Carmes, André Benedetto fait resurgir Rosa Luxembourg et ses luttes « en une espèce d'hommage qui tombe à cheval entre le centenaire de sa naissance et le cinquantenaire de son assassinat »[118],[note 4].
- En 1972, à Bruxelles, au Théâtre Poème, Yves Bical met en scène la Rosa Lux de Benedetto, avec Robert Lemaire, Monique Dorsel, Catherine Simon et Carine Sombreuil.
- Pierre Bourgeade a consacré, en 1977, une pièce à Rosa Luxemburg : Étoiles rouges, en jumelant son destin tragique à celui de Marilyn Monroe.
- En 1992, le peintre québécois Jean Paul Riopelle a réalisé une fresque d'une longueur totale de 40 mètres, composée de trente tableaux, intitulée L'Hommage à Rosa Luxemburg. Elle est en exposition permanente au Musée national des beaux-arts du Québec à Québec dans lien souterrain entre le Pavillon Pierre-Lassonde et le pavillon central[119].
- En 2010, Claire Diterzi, auteure-compositrice-interprète, crée avec Marcial Di Fonzo Bo au Théâtre du Rond-Point un spectacle musical intitulé Rosa la Rouge, en présentant la vie de Rosa Luxemburg sous l'angle de sa vie affective et militante.
- En 2014, Anne Blanchard, auteur pour la jeunesse, a publié Rosa Luxemburg. Non aux frontières, Actes Sud junior, un roman paru dans la collection « ceux qui ont dit non » sous la direction de Murielle Szac.
- En 2014, l'artiste plasticien Nicolas Milhé, réactualise la figure de Rosa Luxemburg avec une sculpture contemporaine sur marbre blanc puis sur bronze.
- En juillet 2017, lecture durant le Festival Avignon Off de la pièce de Michel Caron La dernière nuit de Rosa Luxemburg.
- En 2019, l'autrice Louise Caron a publié un roman inspiré de la vie de Rosa Luxemburg, Hôtel Éden, Éditions Complices.
- En 2025, le spectacle « Et la bête blessée la regardait…Où est Rosa Luxemburg? » est créé au théâtre de l'Épée de Bois à partir de la correspondance de Rosa Luxemburg et des souvenirs de son neveu Kazimierz Luxemburg. Il est écrit par Aurélie Youlia (Compagnie des Luthiers) et mis en scène par Inka Neubert (Theaterhaus G7 de Mannheim).

### Cinéma et télévision
- La vie de Rosa Luxemburg a fait l'objet d'un film sorti en 1986, intitulé Rosa Luxemburg (titre original Die Geduld der Rosa Luxemburg - « La patience de Rosa Luxemburg ») et réalisé par Margarethe von Trotta. Barbara Sukowa, interprète du rôle-titre, a remporté pour ce film le prix d'interprétation féminine lors du festival de Cannes 1986. Otto Sander jouait le rôle de Karl Liebknecht.
- Le personnage de Rosa Luxemburg apparaît par ailleurs dans divers films ou téléfilms, parmi lesquels :
  - 1955 : Ernst Thälmann – Sohn seiner Klasse, film de Kurt Maetzig ; jouée par Judith Harms[120]
  - 1965 : Solange Leben in mir ist, film de Günter Reisch ; joué par Zofia Rysiówna
  - 1966 : Die rote Rosa, téléfilm de Franz Josef Wild (de) ; jouée par Ursula Lingen
  - 1972 : Trotz alledem!, film de Günter Reisch ; joué par Zofia Mrozowska
  - 1976 : Confiance/Доверие, film de Edvin Laine et Viktor Tregoubovitch ; joué par Antonina Chouranova
  - 1980 : Jean Jaurès: vie et mort d'un socialiste, téléfilm de Ange Casta ; jouée par Maud Rayer
  - 2010 : Allemagne 1918, téléfilm de Bernd Fischerauer (de) ; jouée par Adriana Altaras
  - 2012 : Europas letzter Sommer, téléfilm de Bernd Fischerauer ; jouée par Barbara Philip[121]

### Philatélie allemande
De 1949 à 1974, le souvenir de Rosa Luxemburg est entretenu par les administrations postales des deux Allemagne.
À l'Est, dès 1949, la poste de la zone d'occupation soviétique édite un timbre In Memoriam du 15 janvier 1919. Elle est associée à la figure de Karl Liebknecht, comme lors des émissions postérieures réalisées en RDA qui se chiffrent à cinq :
- en 1955, dans une série de sept valeurs dédiée à la gloire des leaders du mouvement ouvrier allemand, elle est associée à Karl Liebknecht, August Bebel, Franz Mehring, Ernst Thälmann, Clara Zetkin, et Wilhelm Liebknecht ;
- en 1959, dans une série de deux valeurs in memoriam 15.1.1919, l'une d'elles la représente, l'autre timbre présentant Karl Liebknecht ;
- en 1966, dans un bloc de deux timbres pour l'anniversaire de la conférence fondatrice du groupe spartakiste de 1916 (Reichskonferenz der Spartakusgruppe), elle figure sur l'un en médaillon à côté de Liebknecht, l'autre timbre reproduisant le Manifeste de Spartacus ;
- en 1967, dans une série de trois valeurs émise pour le cinquantenaire de la Révolution de novembre 1917 en Russie (50. Jahrestag der Novemberrevolution), elle est de nouveau associée à Karl Liebknecht, les deux autres vignettes célébrant Lénine et la création du journal Die Rote Fahne (Le Drapeau rouge) ;
- en 1971, une série de deux timbres en paire émise à l'occasion du centième anniversaire de sa naissance rappelle son souvenir ainsi que celui de …Karl Liebknecht.

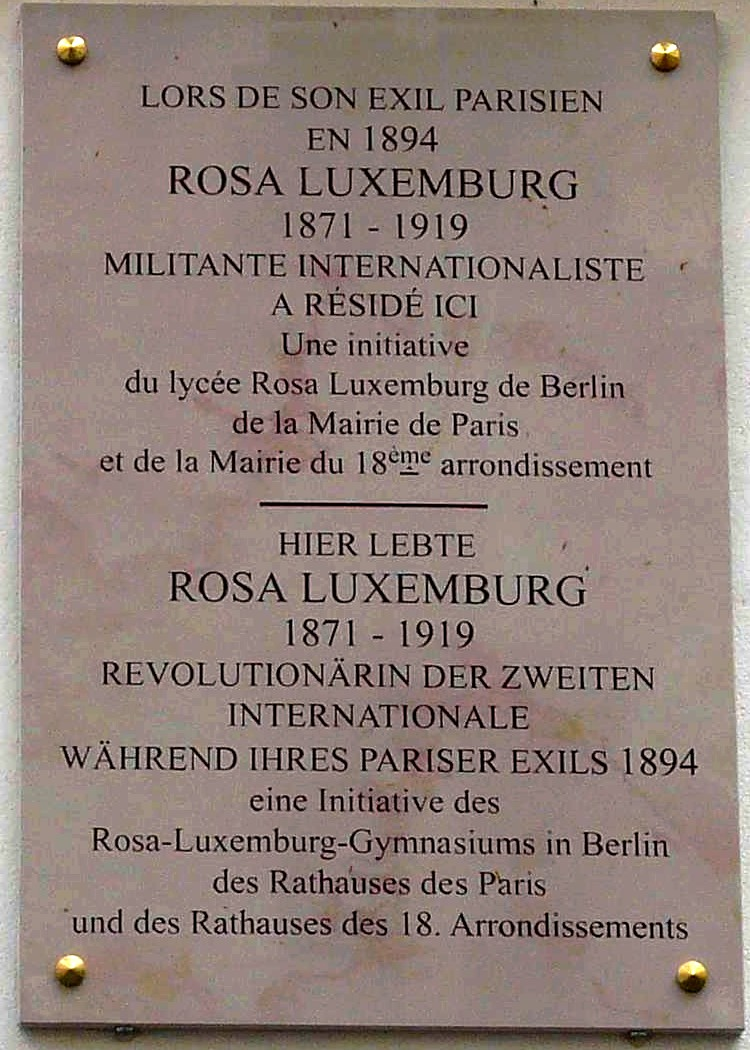
Plaque 21 rue Feutrier (Paris).

La RFA émet en janvier 1974, un timbre à son effigie, dans le cadre d'une série de quatre valeurs en hommage aux femmes célèbres (Bedeutende Frauen). Les trois autres timbres-poste concernent les féministes Luise Otto-Peters, Helene Lange et Gertrud Bäumer.

## Hommages
La ville de Roza, dans l'oblast de Tcheliabinsk en Russie, fondée en 1931, a été dénommée en sa mémoire.
Le collège de la ville de Lisses porte son nom. Un lycée porte son nom à Canet-en-Roussillon, ainsi qu'une école primaire à Limeil-Brévannes.
La Ville de Paris a nommé un jardin à son nom, les jardins Rosa-Luxemburg, et dévoilé une plaque à son nom au 21 rue Feutrier, dans le 18e arrondissement.
Un Pôle regroupant trois centres d'hébergement inconditionnel pour 400 hommes et femmes isolés à Paris, dans le 13e arrondissement, porte son nom (Casvp).